# Histoire de Bucarest

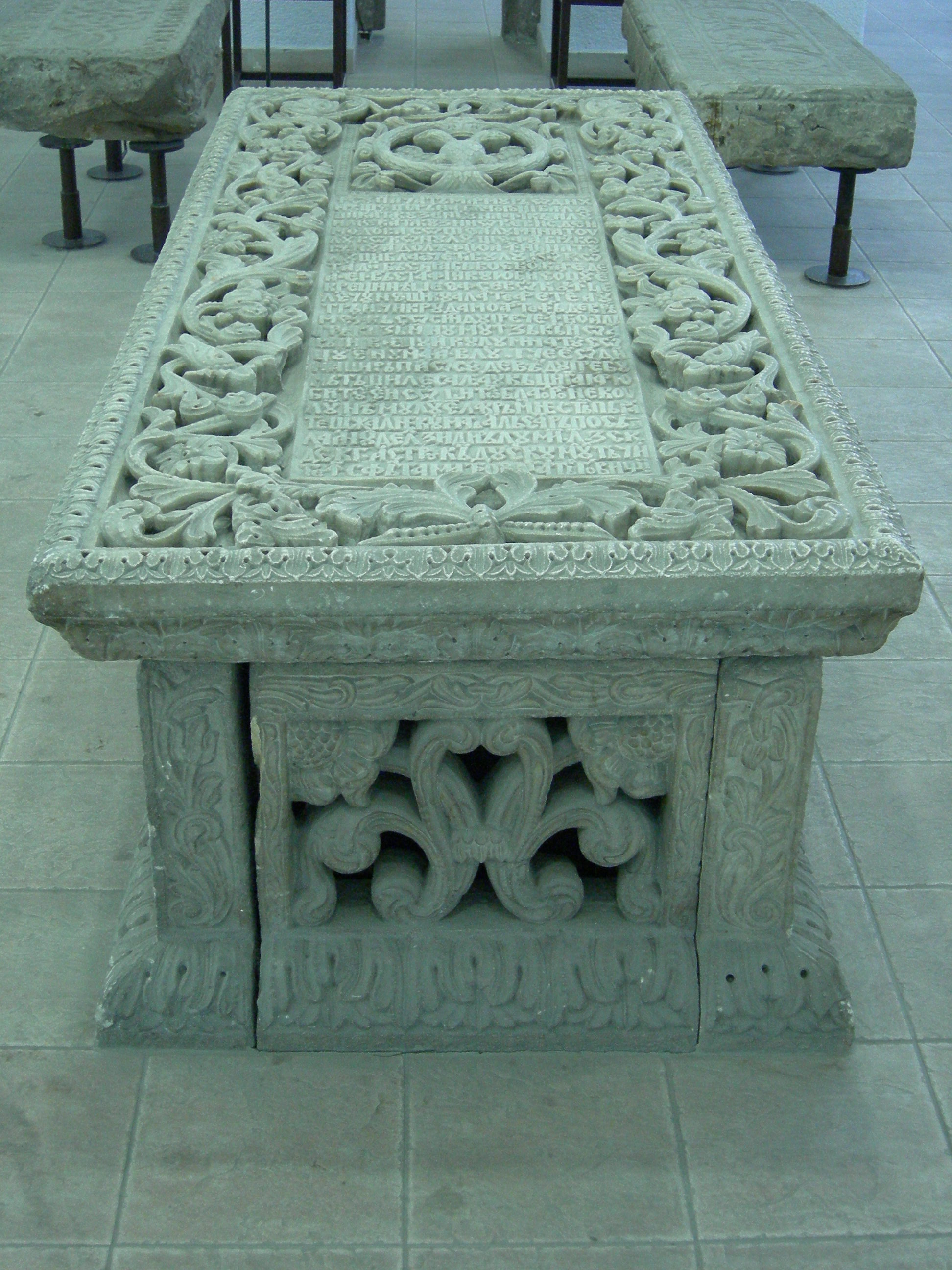
Sarcophage de la princesse Bălașa Cantacuzène fille de Șerban Ier et épouse de Grigore Vlasto, au Musée national d'histoire de Roumanie.

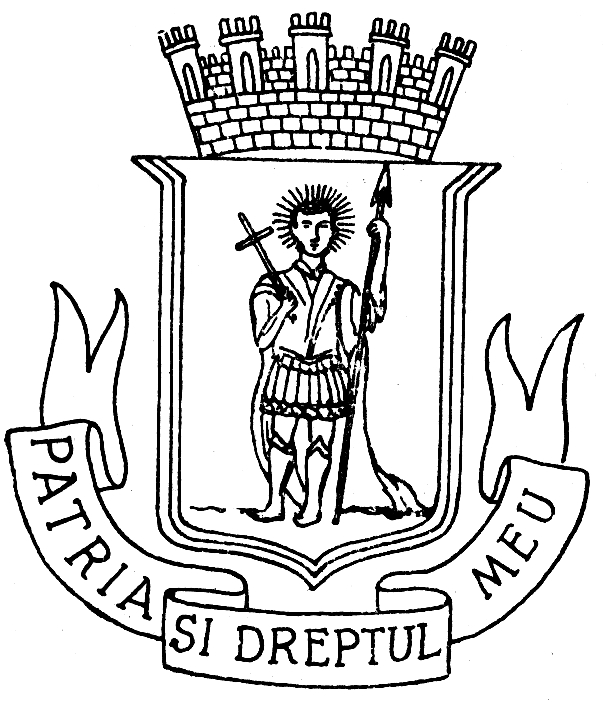
Le blason de Bucarest en 1868 (devise : « La patrie et mon droit »)

L'histoire de Bucarest va des premières traces d'occupation humaine sur le territoire de la ville (et du județ d'Ilfov qui l'entoure) jusqu'à la période moderne. Après avoir été capitale de la Valachie à partir de 1655, la ville est depuis 1859 capitale de la Roumanie. Son aspect général est éclectique : des séismes, incendies et invasions à répétition ont plusieurs fois détruit la ville, des plans d'ensemble ont parfois été élaborés et plusieurs ont été commencés au XVIe siècle sous le règne du voïvode Mircea V Ciobanul, au XIXe siècle, dans la période de l'entre-deux guerres et sous le régime communiste, mais en raison des vicissitudes historiques aucun n'a été mené à son terme, et les architectes ne tiennent en général compte que de leurs propres idées ou commandes, pas du paysage urbain ni des styles ou des monuments présents alentour (beaucoup ont été démantelés ou déplacés).

## Antiquité

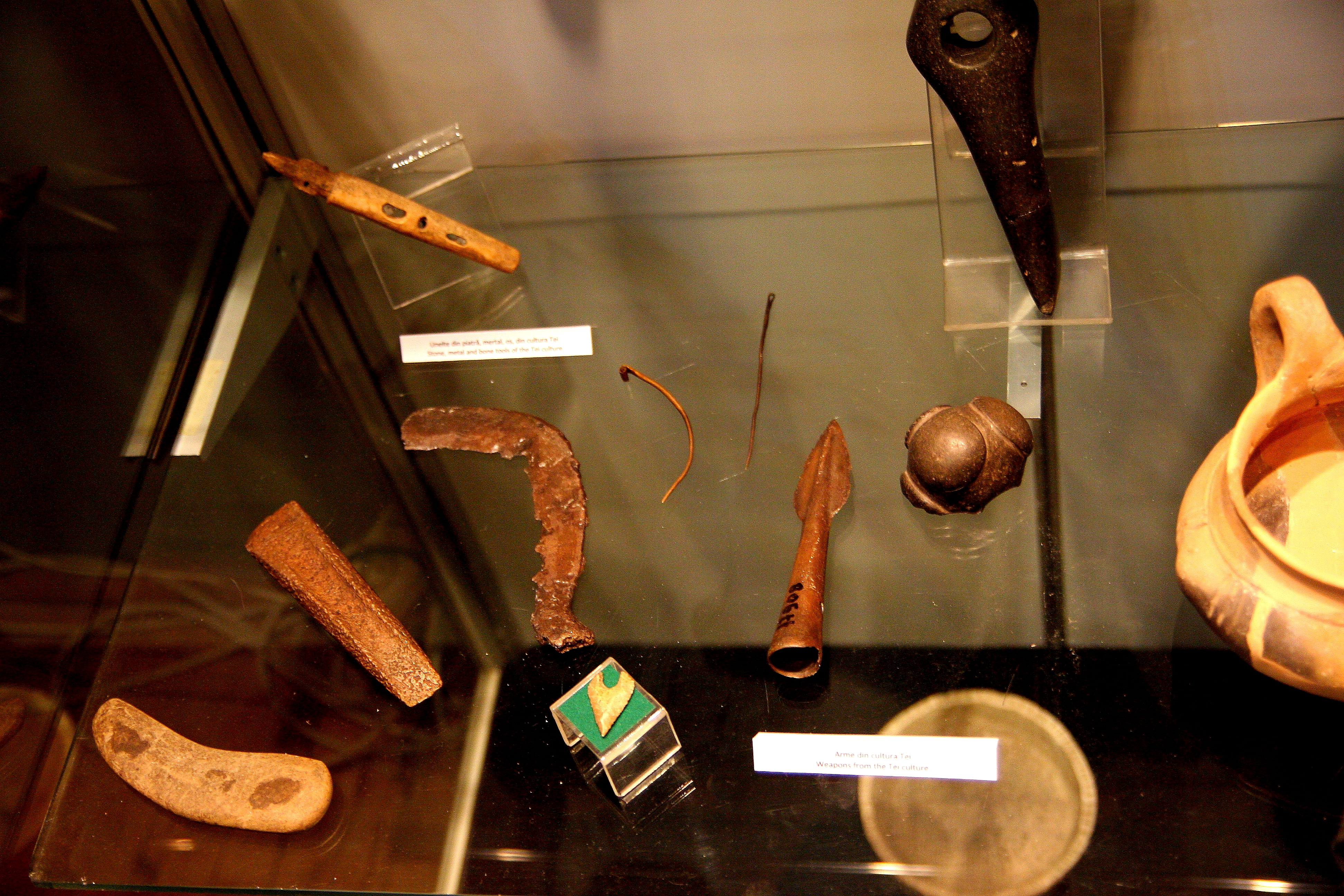
Objets de la Culture Tei

Durant l'Antiquité, la majorité du territoire de Bucarest et de l'Ilfov étaient recouverts par une forêt plus tard appelée Codru Vlăsiei. Codru, la forêt en roumain, vient du latin quadratus (parcelle), et Vlăsiei vient de la dénomination médiévale slavonne des roumains : « Vlasi ». Les clairières de cette région forestière abritée des rigueurs du climat continental et arrosée par la Colentina et de la Dâmbovița, ont été habitées de manière sédentaire depuis le Paléolithique, alors que les plaines ouvertes alentour furent longtemps le domaine de peuples migrateurs. Pendant le Néolithique, la région atteste la présence de la culture de Glina en lien avec la culture de Gumelnița-Kodjadermen-Karanovo.
Pendant l'âge du bronze, une troisième phase de la Culture de Glina (dont l'activité principale est le Pastoralisme) et, plus tard, de la Culture de Tei se sont manifestées sur le sol de Bucarest.
À l'âge du fer, Les Grecs antiques identifient la population de la zone par le nom de Gètes (ou Daces pour les Romains), étant entendu à l'époque qu'ils faisaient partie des Thraces. Ces populations parlaient des langues indo-européennes, mais il existe entre spécialistes des discussions pour savoir s'ils s'agit d'un seul peuple et langue ou de plusieurs. Quoi qu'il en soit, il est généralement admis d'attribuer cette phase culturelle aux Daces, tant il a été retrouvé de vestiges de ce peuple dans les alentours de Bucarest, notamment à Herăstrău, à la Radu Vodă, à Dămăroaia (en), au Lac Tei, à Pantelimon et à Popești-Leordeni). Par ailleurs la présence de Celtes (les Scordices ) est également attestée sur certains de ces sites.
Ces populations ont des liens commerciaux avec des cités grecques du Pont Euxin et avec les Romains. Des pièces grecques ont été retrouvées sur les berges des lacs Tei et Herăstrău, des bijoux et des pièces d'origines romaines à Giulești et au Lacul Tei.
Bucarest n'a cependant été sous l'emprise de la loi romaine que pendant la brève conquête de la Munténie par les troupes de Constantin Ier dans les années 330 ; des pièces de l'époque de Constantin, Valens, et Valentinien Ier ont notamment été découvertes à différents endroits autour de Bucarest. Il est admis que la population locale n’a été romanisée qu'après la retraite définitive des troupes romaines de la région, pendant l’époque des migrations, durant l’Antiquité tardive, lorsque les troubles de cette période ont dispersé les Thraco-Romains dont la langue est devenue « lingua franca » dans la région (voir Origine des roumanophones).

## Débuts

### Fondation

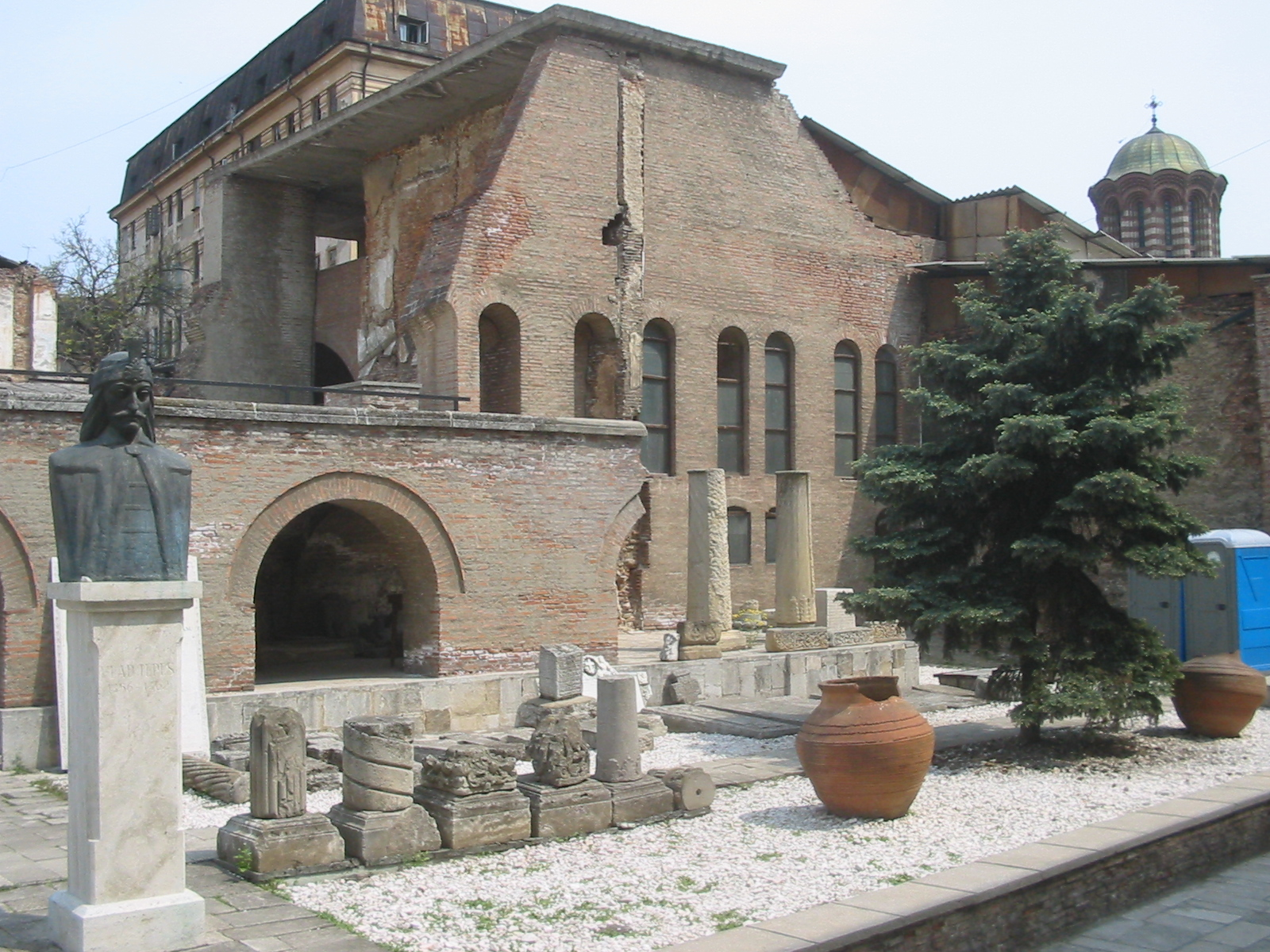
Curtea Veche, la Vieille Cour princière

À l’époque des grandes migrations, la région a vu passer les Gépides, les Huns, les Goths, les Onoghoures, les Slaves, les Avars, les Petchénègues, les Alains et les Coumans (qui se sont christianisés et ont intégré l’aristocratie locale de bans, de boyards, de joupans et de voïvodes). Parmi les Valachies à majorité proto-roumaine dont témoignent les noms comme Vlăsia ou Vlașca, les Slaves ont fondé, dans la région de Bucarest, des Sklavinies, dont proviennent les noms slaves d’Ilfov (d’elha: l’« Aulne »), Colentina, Snagov, Glina ou Chiajna. La population slave a été assimilée par les romanophones au début du Moyen Âge, à l’époque du premier Empire bulgare qui domina la région entre 681 et 1241. Pendant ce temps, des liens, notamment religieux, ont été maintenus avec l’Empire byzantin (attesté par la présence de pièces de monnaie byzantines des IXe et XIIe siècles à différents endroits), mais la région est pillée par les Mongols et Tatars pendant leur invasion en Europe de 1241. Après leur retrait, qui laisse les seigneuries locales exsangues, la Valachie est partagée entre plusieurs petits voévodats (le plus influent dans la région de Bucarest est celui de Curtea de Argeș) qui changent plusieurs fois de vassalité entre les royaumes Hongrois et Bulgaro-Valaque.

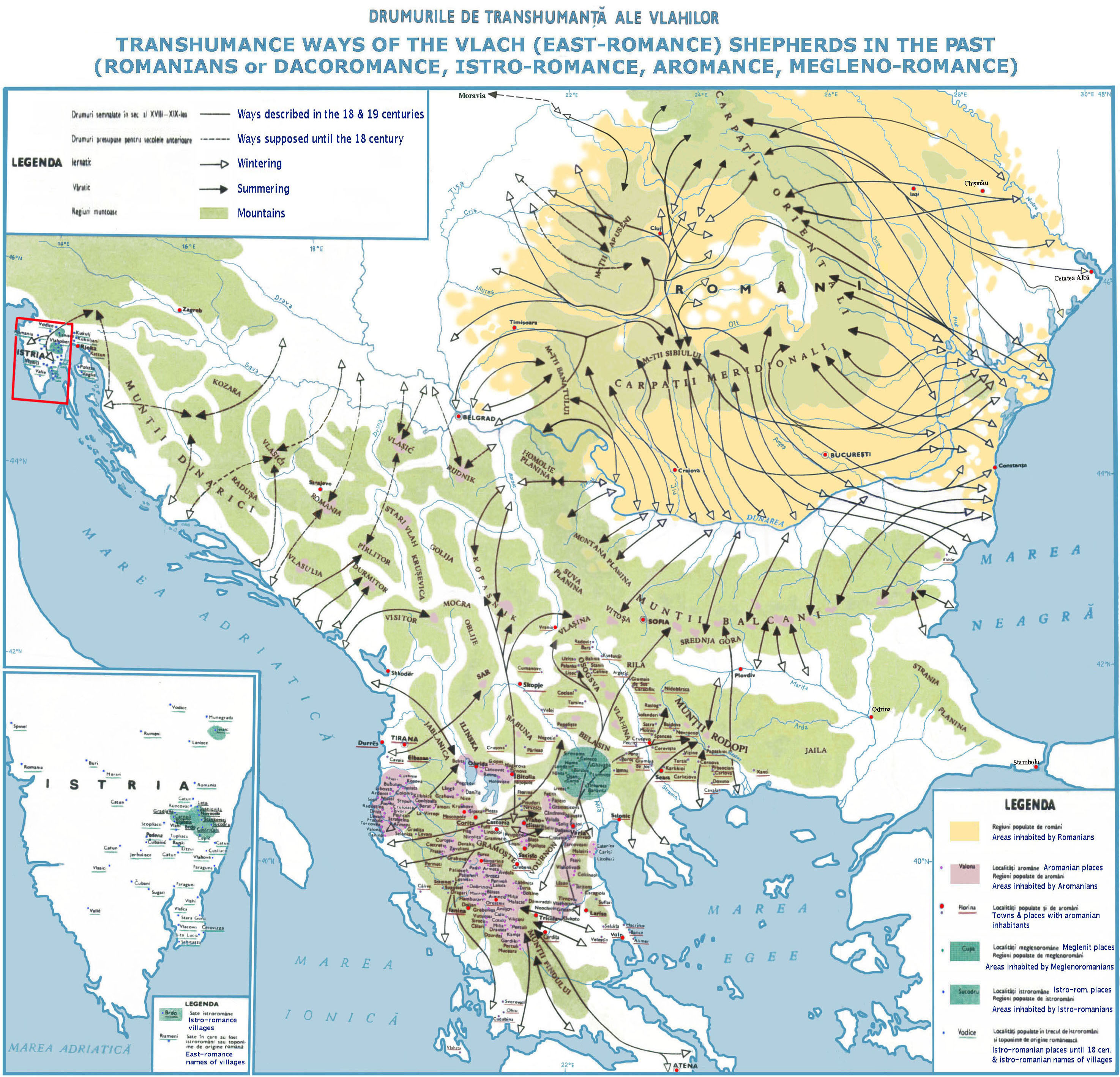
Bucarest comme étape sur les chemins traditionnels de transhumance des Valaques.

Selon une première légende attestée au XIXe siècle, la ville aurait été fondée par un berger du nom de Bucur (qui signifie joyeux en roumain) comme étape sur son chemin de transhumance entre les Carpates et la Mer Noire. De fait, en Roumanie, beaucoup de toponymes en …eni ou …ești sont le pluriel des patronymes en …eanu ou …escu et rappellent l’allégeance des personnes concernées à un fondateur (marchand, fermier libre, boyard, voïvode ou hospodar) : ainsi, București peut parfaitement être le pluriel de Bucurescu, patronyme rappelant l’allégeance à un quelconque Bucur (équivalent roumain de Hilaire) ; il est seulement peu vraisemblable qu’il s’agisse d’un simple berger, et plus probable qu’il s’agisse d’un important propriétaire de troupeaux, la ville avec ses lacs étant une étape et un marché sur les chemins de transhumance entre les Carpates (estive) et le Danube (hivernage).
Comme pour la plupart des vieilles villes de Munténie, il existe également des récits liés au légendaire prince de prince de Valachie Radu Basarab (dans des histoires écrites dans le XVIe siècle). Bucarest est alors décrite comme Citadelle de la Dâmbovița ayant un pârcălab mentionné par Vladislav Ier de Valachie (en 1370) en contradiction avec les études archéologiques, qui montrent que la région ne comptait que des hameaux avant le XIVe siècle.

### Développement initial

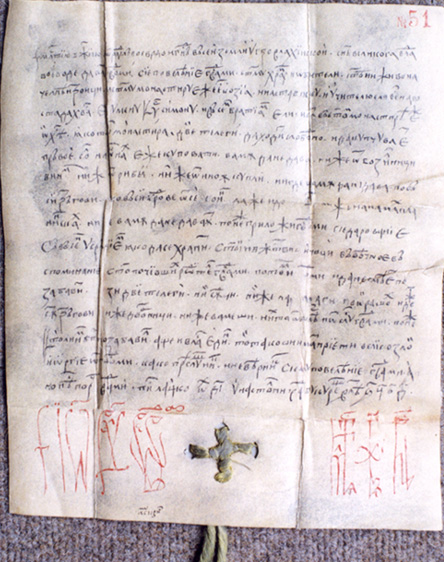
Édit du prince de Valachie Radu III le Beau depuis sa résidence à Bucarest

Bucarest a été mentionnée pour la première fois le 20 septembre 1459, en tant qu’une des résidences de Vlad III dit l’Empaleur. Elle devient rapidement la résidence préférée de la Cour princière, les autres résidences étant Târgoviște, la seconde capitale de la Valachie et Curtea de Argeș (« la Cour de l’Argès »), première capitale. Bucarest est alors été reconnue par ses contemporains comme possédant la plus solide fortification du pays (probablement sur la butte de Spirea ou sur l’actuelle butte de la Patriarchie).
En 1476, Bucarest est occupée par le prince Étienne le Grand de Moldavie, mais reste le lieu de résidence préféré de la majorité des dirigeants dans la période qui a suivi. La ville fait l’objet d’importants travaux d’amélioration sous Mircea V Ciobanul (« Mircea le Berger ») qui, au début du XVIe siècle, fait construire un palais et une église dans la Curtea Veche (la « vieille Cour »), élever des fortifications en bois et terre, tracer des routes recouvertes de planches pour amener vivres et marchandises et bâtir un aqueduc pour l'eau fraîche (les puits de quartier ne suffisant plus, ou devenant non-potables en raison de la multiplication de la population et des fosses septiques).
Lors de l'attaque de l'Empire ottoman contre la principauté de Valachie en 1554, Bucarest est ravagée par les janissaires, et les remparts sont démantelés. Les violences reprennent après le retour de Mircea sur le trône et son combat contre les partisans de Pătrașcu cel Bun (« Pătrașcu le Bon », février 1558), ainsi que pendant la guerre civile entre Vintilă et Alexandru II Mircea à la fin du XVIe siècle.

## XVIIesiècle

### Croissance et déclin
Pour faire face aux exigences croissantes des Ottomans en matière de tribut (en échange du respect de l'autonomie de la Valachie, en tant que Principauté chrétienne) et à l'augmentation importante du commerce avec les Balkans, le centre politique et commercial de la Valachie se déplace vers le sud-est au XVIIe siècle, et Bucarest devient alors la cité la plus peuplée de la Principauté, et une des plus grandes dans la région ; la métropole orthodoxe de la Principauté s'y installe. Mais cela s'accompagne du déclin de l'autorité princière et des ressources de l'État.
Le 13 novembre 1594, à l'instigation de Michel le Brave, une jacquerie des Bucarestois se traduit par le pillage et l'expulsion des usuriers (en majorité Arméniens, Grecs, Juifs et Turcs, mais tous sujets Ottomans) qui drainaient les ressources de la Valachie vers Constantinople ; quelques-uns sont massacrés. Le Sultan turc réagit immédiatement : c'est la guerre, Bucarest est assiégée, prise et presque totalement détruite par les forces de Koca Sinan Pacha. La ville est reconstruite pendant les deux décennies suivantes, et refait surface en tant que pôle économique et politique comparable à Târgoviște sous Radu IX Mihnea (au début des années 1620). Matthieu Basarab qui a divisé son pouvoir entre Târgovişte et Bucarest, restaure les bâtiments de la Cour en ruines (1640).
Bucarest subit de nouveaux ravages seulement 15 ans plus tard, lors de la rébellion en 1655 des mercenaires (seimeni) arnaoutes contre le hospodar Constantin Ier Șerban Basarab. Les troupes rebelles arrêtent et massacrent un nombre important de bourgeois (marchands et artisans), avant d'être battues par l'armée transylvaine en juin 1655. Constantin Șerban ajoute d'importants bâtiments à Bucarest, mais il est également responsable d'un incendie destructeur pour empêcher Mihnea III et ses alliés Ottomans de conserver intacte la citadelle. Selon le voyageur turc Evliya Çelebi, la ville est reconstruite aussi rapidement qu'elle a été détruite : « les maisons de pierres ou de briques [...] sont rares, étant donné qu'en raison de l'indocilité des infidèles [les chrétiens] envers la Sublime Porte, leur ville est démolie ou brûlée tous les sept ou huit ans par les Turcs et [leurs alliés] les Tatars ; la plupart sont en bois, pisé et chaume, et les habitants, dans l'espace de la même année, les reconstruisent facilement, légères mais robustes ». Bucarest est en outre frappée par la famine et la peste bubonique au début des années 1660, et la peste revient en 1675 : la ville décline alors fortement et compte moins d'habitants qu'au XVIe siècle.

### À la fin des années 1600
Entre le règne de Gheorghe Ier Ghica (1659-1660) et la fin de celui de Ștefan II Cantacuzino (1715-1716), Bucarest connait une période de paix et de prospérité malgré la rivalité princière entre les Cantacuzino et les Băleni (à la suite de la dégradation des relations avec les Craiovescu : le trône des principautés roumaines est alors, comme celui de la Hongrie et de la Pologne, électif). Le point culminant de cette période plus faste est atteint sous Șerban Ier Cantacuzino et Constantin II Brâncoveanu : la ville connait alors une renaissance, marquée par le style Brâncovan, et s'étend sur la zone de Cotroceni. La multiplication des auberges, gérées par les hospodars, et des premières infrastructures scolaires (Collège Saint Sava, 1694) en témoigne. Brâncoveanu développe la Curtea Veche (qui a probablement accueilli le Conseil des Boyards), et ajoute deux palais, dont celui de Mogoșoaia, construit dans un style vénitien et caractérisé par sa loggia) ; c'est à ce moment que la future Calea Victoriei sort de Codru Vlăsiei.

## L'èrephanariote

### Les premiersPhanariotes
En 1716, après le règne de Șerban Cantacuzène qui, dans le contexte de la guerre austro-turque (1683-1699), avait pris le parti des Habsbourg, la Valachie est confiée à d’autres aristocrates grecs de Constantinople, d’origine byzantine, les Phanariotes, jugés plus facilement contrôlables par le sultan ottoman. Le premier d'entre eux est Nicolas Mavrocordato (qui règne aussi sur la Moldavie). Cela marque le développement de Bucarest, qui devient définitivement la capitale de la Principauté, et acquiert d'autant plus de poids que le pouvoir des seigneuries féodales des boyards décline parallèlement. Le développement de l’économie monétaire joue un grand rôle durant cette période, où le statut des boyards évolue — comme ce sera de la noblesse française sous Louis XIV après 1761 —, vers une noblesse de robe et de charge, regroupée à la cour dans la capitale, tandis que le titre Banat d’Olténie (second personnage de la Principauté après le hospodar) est désormais cumulé par le prince régnant.
Le règne du hospodar Nicolas Mavrocordato coïncide avec une série de calamités : un incendie majeur, la première occupation des Habsbourg pendant la troisième guerre austro-turque en 1716, et une troisième épidémie de peste, mais cela n’empêche pas des développements culturels majeurs, inspirés du siècle des Lumières, tels que la création d’une bibliothèque princière (maintenue par Stephan Bergler). Grigore II Ghica et Constantin Mavrocordato maintiennent l’infrastructure commerciale, et la ville devient un vaste marché (notamment dans le quartier Lipscani), où s'installe un octroi des douanes princières sur la route entre l’empire d'Autriche et l’Empire ottoman. Une réforme très importante est alors faite par Constantin Mavrocordato qui abolit le servage en 1748 en Valachie et le 1er janvier 1749 en Moldavie, avec quarante ans s'avance sur l’empire d'Autriche et la France, et 112 ans sur l’Empire russe (qui le rétablit en 1812 en Moldavie orientale lorsqu’il annexe cette région). Durant la guerre russo-turque de 1735-1739, la ville est de nouveau attaquée par les troupes des Habsbourg et pillée par les Nogaïs, avant de souffrir d'un quatrième épisode majeur de peste (suivi par une quatrième rechute dans les années 1750), ce qui contribue à son déclin économique, avivant la compétition entre d'une part les Phanariotes, les Romaniotes, les Arméniens et les Levantins, et d'autre part les valaques locaux.

### Les guerres Russo-Turques

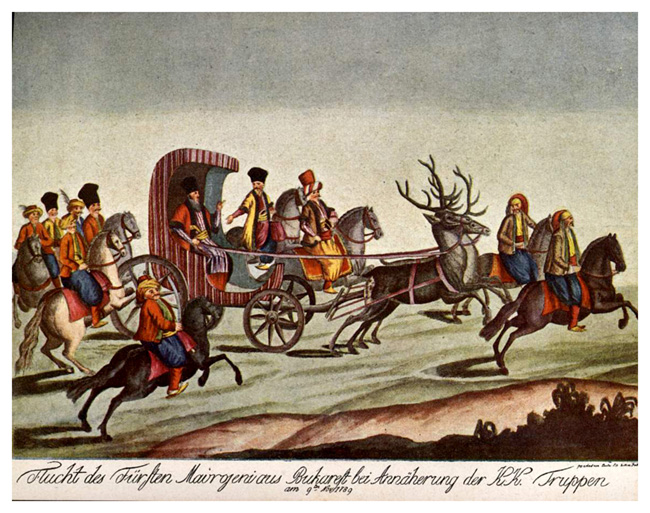
Nicolae Mavrogheni, un hospodar Phanariote de Valachie, fuit l'invasion autrichienne dans un carrosse tracté par les cerfs de la ménagerie princière.

Bucarest est occupée deux fois par les troupes de l’Empire russe pendant la guerre russo-turque de 1768-1774 (l'armée valaque ayant, sous le commandement de Pârvu Cantacuzino, combattu aux côtés des troupes russes de Nicolas Repnine), et le traité de Küçük Kaynarca est partiellement négocié dans la ville.
Sous Alexandre Ypsilántis, des travaux à grande échelle dotent la ville d'un nouvel aqueduc et de nombreuses fontaines, et la Curtea Veche, détruite par les précédents conflits, est remplacée par une nouvelle résidence sur la Butte de Spirea (Curtea Nouă, la nouvelle Cour, 1776) ; son coût est supporté par Nicolae Mavrogheni. Malgré les lourdes taxes imposées par Constantin Hangerli, et le tremblement de terre majeur du 14 octobre 1802 (suivi par les répliques de 1804 et 1812), la population de la ville continue d'augmenter. Pendant la guerre russo-turque de 1806-1812, les troupes russes de Mikhaïl Andreïevitch Miloradovitch entrent dans la ville pour remettre Alexandre Ypsilántis sur le trône à la fin du mois de décembre 1806 ; c'est sous son règne, que la grande auberge aujourd'hui connue sous le nom de Hanul Manuc est construite par Emmanuel Marzaian (diplomate et marchand arménien connu également sous le nom de Manouk Bey).
La paix russo-turque, signée à Bucarest en 1812 entre le représentant ottoman, le phanariote Démètre Mourousi, et le représentant russe, l'émigré français Langeron, est dramatique pour la Moldavie puisque cette principauté y perd un tiers de son territoire, devenu russe sous le nom de Bessarabie, et où le servage, aboli par Constantin Mavrocordato, est rétabli jusqu'en 1861. Cette séparation en « deux Moldavies » perdure toujours au XXIe siècle et des manifestations contre ce fait ont encore lieu en ville. À Bucarest, le règne de Ioan Gheorghe Caragea est marqué par la réforme Caragea visant à réduire les inégalités fiscales et sociales, par la première ascension d'une montgolfière dans le pays (juillet 1818), par la première représentation théâtrale dans un local spécialement conçu à cet effet, par la première usine mécanisée de vêtements en série, par la première impression de presse privée et par l'activité éducative de Gheorghe Lazăr (fondateur de collèges et de bibliothèques), mais également par une épidémie de peste dévastatrice entre 1813 et 1814, qui fait entre 25 000 et 40 000 morts. Les humanistes roumains réalisent alors qu'il ne suffit pas de légiférer et d'éduquer, mais qu'une réforme sérieuse des structures technologiques (adduction et évacuation des eaux) et un enseignement systématique de l'hygiène sont nécessaires. Une savonnerie industrielle est mise en place, les premiers châteaux d'eau sont érigés sur les hauteurs. Les sources de l'époque indiquent que la ville se compose d'une agglomération de maisons en brique crépie et bois, dont très peu comportent des étages (et jamais plus de trois), avec de larges potagers privés et des vergers, format une agglomération dense dans le centre mais s'égaillant de manière de plus en plus dispersée dans la campagne alentour, ce qui rend impossible un calcul précis du territoire de la ville. Quelques-unes de ces maisons subsistent dans le quartier situé au sud de la Place de l'Université, entre celle-ci et la Dâmbovița.

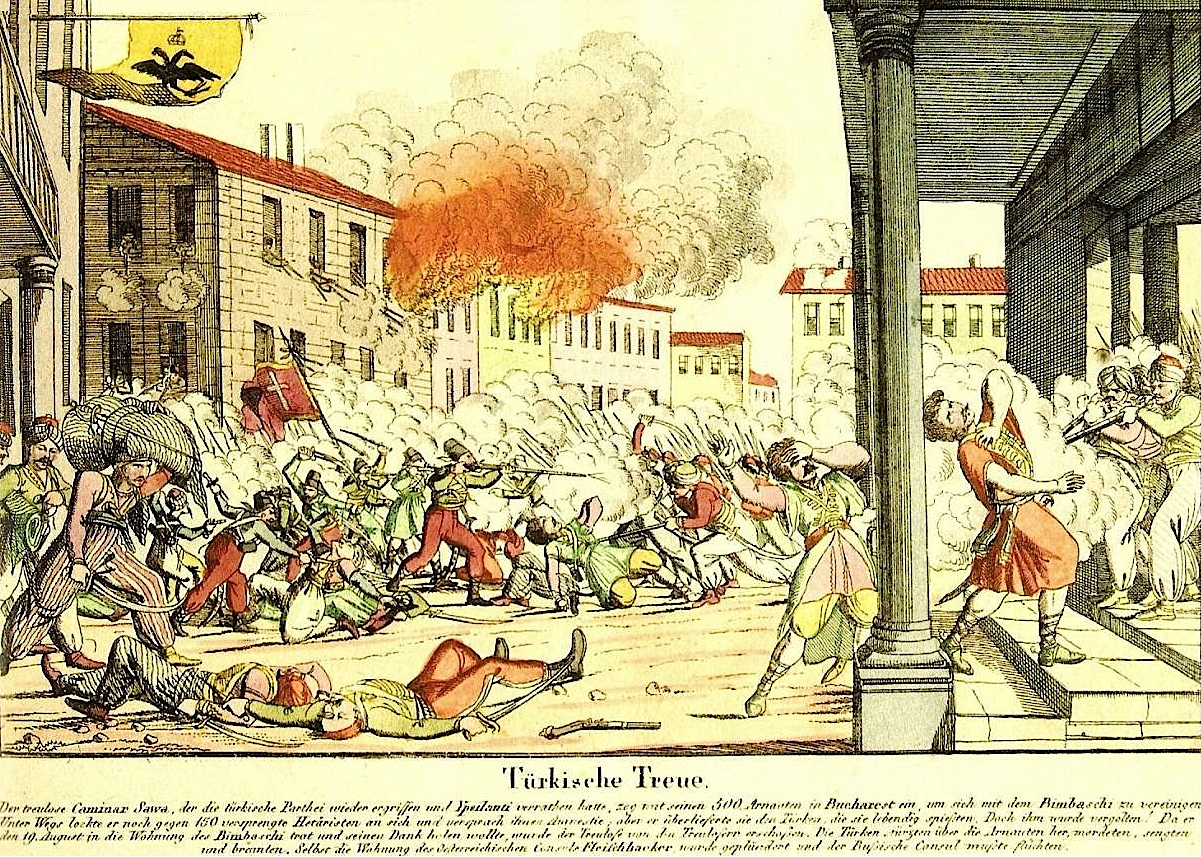
Les révolutionnaires de 1821 combattent l’armée turque à Bucarest

La guerre d'indépendance grecque et la révolution roumaine de 1821, coordonnées par la Filikí Etería d'Alexandre Ypsilántis, se traduisent à Bucarest par la déchéance du Hospodariat (21 mars 1821) et une très brève république présidée par Tudor Vladimirescu, chef des révolutionnaires pandoures, mais ce dernier est exécuté sur ordre d'Ypsilántis, qui lui reproche de n'avoir pas donné priorité à la Grèce. Cette lourde erreur d'Ypsilántis (que l'historiographie roumaine tient pour un crime) amène la débandade des troupes révolutionnaires et les violentes représailles des Ottomans (se terminant à Bucarest par un massacre durant le mois d'août, qui fera plus de 800 victimes, et à Drăgășani par la décimation des troupes Ypsilántistes). Une conséquence de cette révolution est que le Sultan ne fera désormais plus confiance aux Phanariotes, laissant élire hospodar un Valaque d'origine albanaise : Grigore IV Ghica.

## Paul KisseleffetAlexandre II Ghica

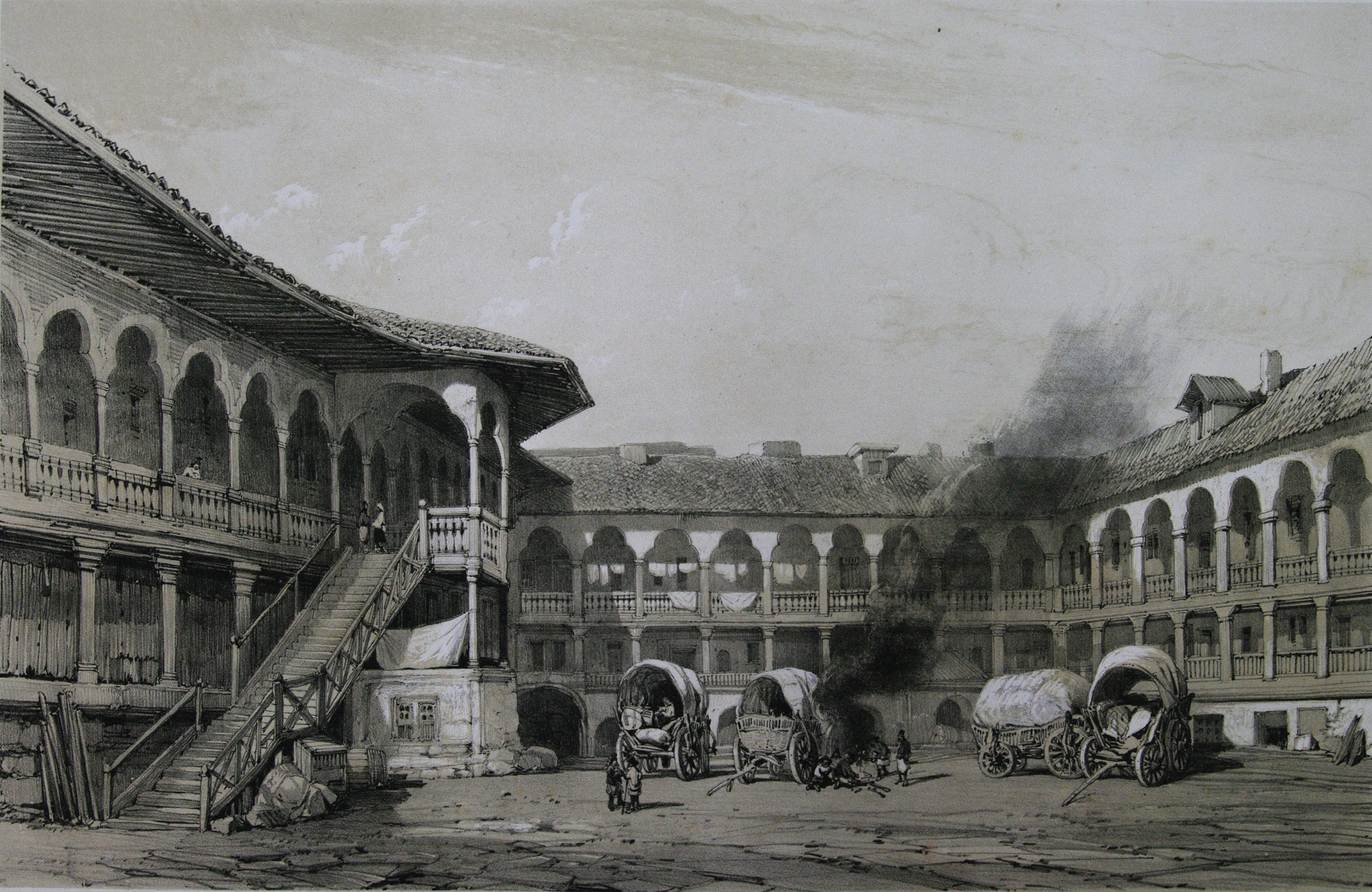
L'auberge de Manouk bey Marzayian en 1841

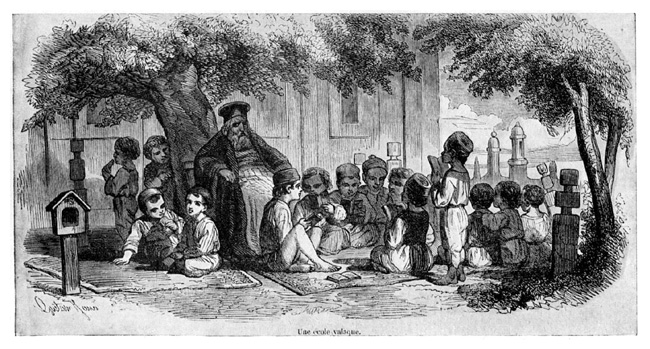
Une école paroissiale à Bucarest en 1842 : le pope faisait office d'instituteur

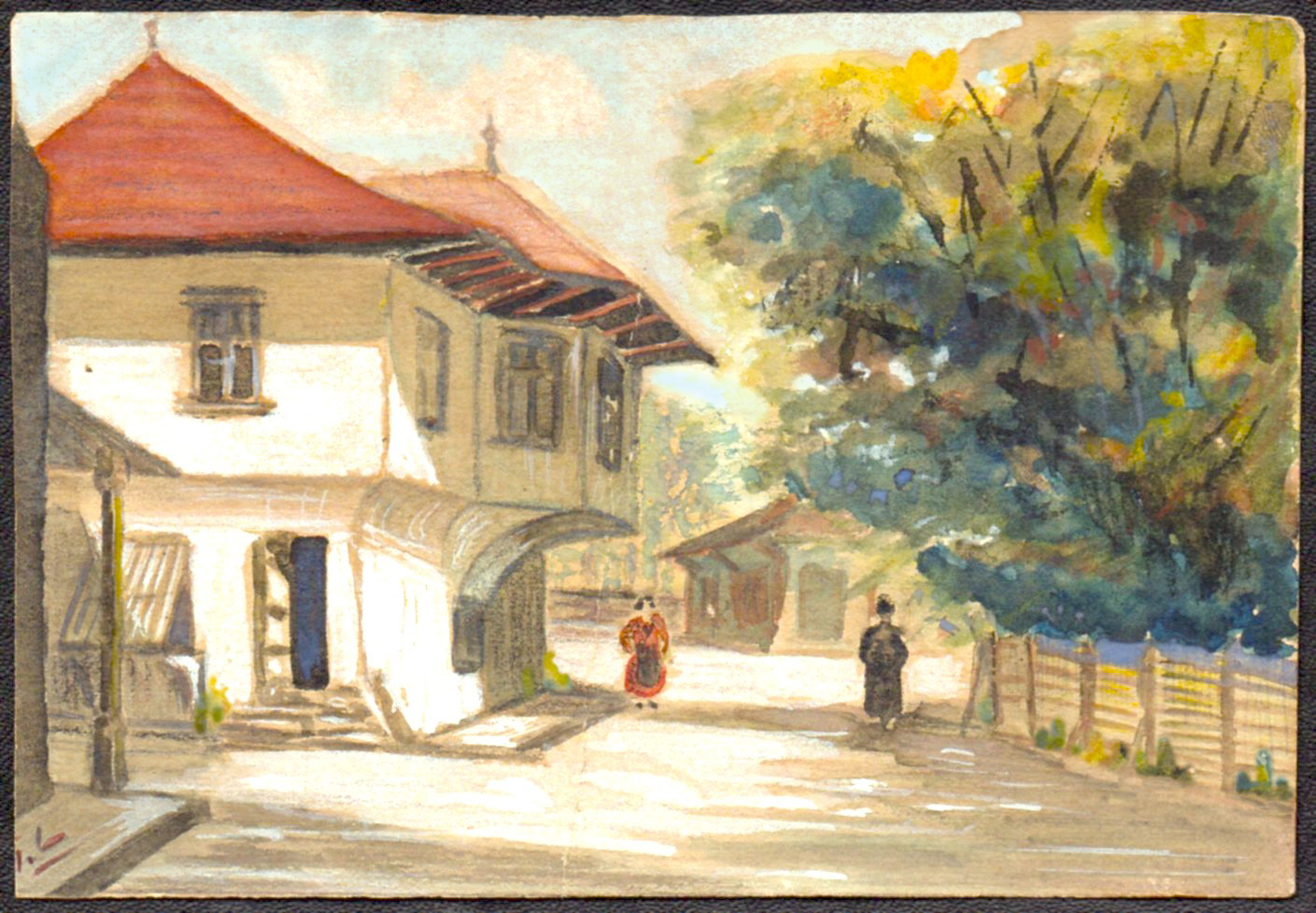
La rue Blănari (des fourreurs) à Bucarest au printemps 1836

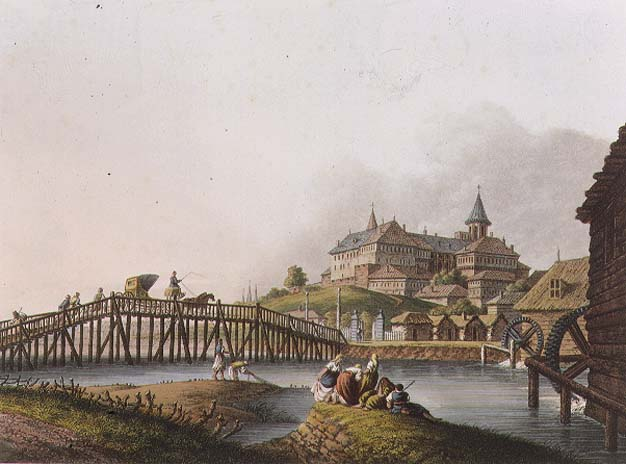
Le pont aux pieds de la butte de Spirea en 1837

Grigore IV Ghica, acclamé par les Bucarestois en raison de son origine non-phanariote, n'en poursuit pas moins la politique de ceux-ci. C'est lui qui fait construire une résidence princière de style néoclassique dans le quartier Colentina, et qui restaure les ponts traversant la Dâmbovița, mais pour ce faire, il augmente les taxes. Sous son règne, les incendies se multiplient, et les casernes de pompiers aussi ; des foișoare (miradors) en bois sont placés sur les hauteurs de la ville pour les signaler plus vite.Ghica poursuit aussi la politique des humanistes en expuslant le clergé grec, et en réservant la tenue des offices religieux aux popes valaques, en dépit des protestations du patriarche de Constantinople.
Le règne de Ghica s'achève par la guerre russo-turque de 1828-1829 et par l'occupation russe du 16 mai 1828 ; à l'issue de cette guerre, le traité d'Andrinople place les principautés roumaines (toujours sous la suzeraineté formelle de l'Empire ottoman), sous gouvernance militaire russe, en attendant le paiement de réparations de guerre par les Ottomans.
Au court mandat du gouverneur russe Piotr Jeltoukhine, succède celui d'un humaniste, le général Pavel Kisselev, mandat long et profondément influent (du 24 novembre 1824 à 1843), sous lequel un « règlement organique » faisant office de constitution est adopté dans les deux principautés (il est négocié et rédigé dans la capitale de la Valachie). C'est en vain que les boyards tentent de s'opposer aux réformes des Russes soutenues par les libéraux locaux, comme le montre l'affrontement au Sfat boieresc (l'Assemblée princière) de Bucarest entre le Prince Ghica et le parti réformateur radical mené par Ion I. Câmpineanu.
Résidant à Bucarest, Kisseleff accorde une attention particulière à la ville : il agit contre les épidémies de peste et de choléra de 1829 et 1831, institue une « Commission d'esthétique de la ville » comprenant des scientifiques, des artistes et des architectes, pave de nombreuses rues centrales (à la place des planches de bois antérieures), rénove fontaines et adductions d'eau (jgheaburi en céramique), draine les rives marécageuses de la Dâmboviţa, fixe les limites précédemment fluctuantes de la ville (le périmètre de la ville est alors de 19 km et les octrois sont gardés par des patrouilles et des barrières), construit la Calea Dorobanţilor et la Şoseaua Kiseleff (axes majeurs nord-sud), cartographie la ville et recense la population, bâtit de nouvelles garnisons pour l'armée Valaque nouvellement rénovée et améliore les services de lutte contre les incendies.
La libéralisation des droits commerciaux ottomans et russes au profit des principautés et la reprise par la Valachie du port danubien de Brăila (pouvant recevoir les navires maritimes) assurent une renaissance économique sous le règne du Prince Alexandre II Ghica, qui augmente le nombre de rues pavées et construit un nouveau palais princier (plus tard remplacé par l'actuel palais Royal). La ville est affectée par un léger tremblement de terre en janvier 1838, et une crue majeure en mars 1839.
À cette époque, le visiteur français Marc Girardin décrit Bucarest comme une ville de contrastes où se rencontrent l'Orient et l'Occident, l'architecture byzantine, ottomane, allemande, française, où l'on peut manger de la choucroute, des kebabs, du cassoulet, de la polenta et des zakouskis, où l'on voit des tsiganes mendier devant le théâtre fréquenté par de riches bourgeois en habits à la dernière mode de Paris, où les Grecs portent la fustanelle, les Juifs le caftan, les Turcs le turban, les locaux la « catchoule », et où les boyards, toujours entourés d'arnaoutes criant « place ! place ! », hésitent à abandonner les habits traditionnels de leur caste au profit des vêtements européens déjà portés par la bourgeoisie et les Russes.

## Le milieu duXIXesiècle

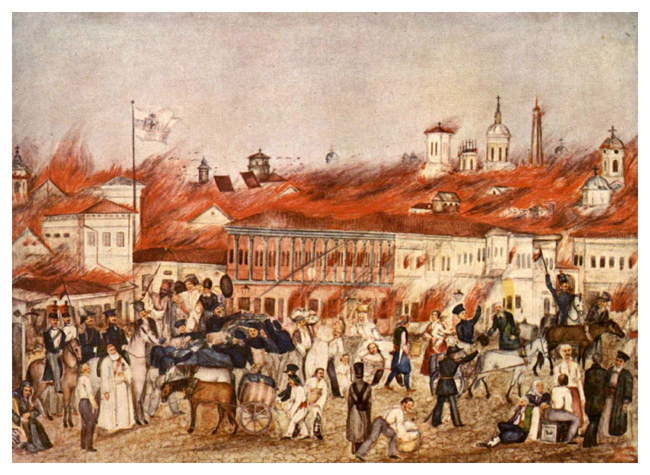
Le grand incendie de 1847

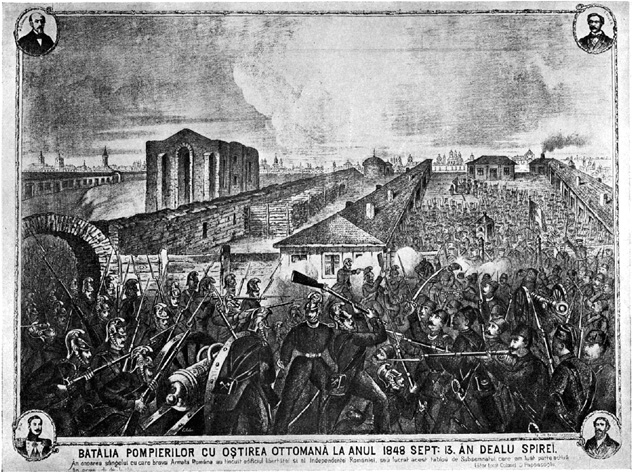
Pompiers défendant la butte de Spirea en 1848

Le nouveau prince Gheorghe Bibesco rénove et étend le réseau d'alimentation en eau, agrandit les jardins publics, entreprend la construction du nouveau Théâtre National roumain (1846, achevé en 1852) et améliore les routes principales reliant Bucarest aux autres villes Valaques. Le 23 mars 1847, un incendie consume 2 000 bâtiments de Bucarest (environ un tiers de la ville).
Sous la pression des révolutionnaires qui lancèrent la proclamation d'Islaz (en), les conservateurs, devenus depuis 1840 partisans du Règlement Organique, durent accepter, le 12 juin 1848, une « cohabitation » avec un gouvernement provisoire républicain auquel l'Armée, dont les officiers supérieurs étaient très nombreux à être affiliés à des sociétés secrètes, fit allégeance dans l'allégresse générale des Bucarestois. Le Prince Bibescu accepte ce gouvernement, et, le lendemain, renonce au trône. Le nouveau pouvoir exécutif, soutenu par le peuple, organise Champ Filaret une grand Congrès populaire qui réunit les classes moyennes de Bucarest et les habitants des environs (27 juin - 25 août), se constitue en gouvernement républicain et promulgue une série de lois réformatrices radicales qui inquiètent le Tsar russe Nicolas Ier, le Kaiser autrichien Ferdinand et le Sultan ottoman Abdoul Medjid. Ces lois heurtèrent de front les intérêts de la haute bourgeoisie marchande, du haut-clergé et des boyards qui, craignant l'intervention étrangère et réunis autour d'Ion Solomon, réunirent une troupe, attaquèrent et arrêtèrent le gouvernement le 1er juillet. Mais le peuple de Bucarest, mené par la combattante Ana Ipătescu, délivra le gouvernement détenu dans un bâtiment occupé par les conspirateurs et y enferma ceux-ci. Ainsi débuta la révolution roumaine de 1848.
Des tractations commencèrent alors entre le Gouvernement républicain, les conservateurs et les représentants du Sultan et du Tzar, aucune de ces forces n'ayant les moyens d'imposer son point de vue exclusivement. Elles furent menées sous l'égide de Fouad Pacha, l'ambassadeur ottoman. Il en résulta un compromis sous forme d'une sorte de « régence républicaine » appelée « Locotenenţa Domnească » ("Lieutenance princière"), mais celle-ci ne fut pas reconnue par la Russie, et la menace d'une nouvelle guerre Russo-Turque, qui sema dans la ville la panique d'une invasion Russe, profita au bref coup d'État commis par le Métropolite Neofit contre la République. Le 18 septembre, la foule révolutionnaire s'empara du Ministère de l'Intérieur, détruisit les listes de privilèges et de rangs des boyards et força Neofit à jeter un anathème au Règlement organique. Fouad Pacha qui était venu accompagné de troupes cantonnées à Ferentari, au sud de Bucarest, fit alors mouvement vers le nord, se heurtant sur la colline de la butte de Spirea à la résistance armée des pompiers cantonnés à cet endroit, rapidement écrasée : c'est la fin de la Révolution, car dès le lendemain, la ville est occupée et les révolutionnaires tués ou arrêtés et emprisonnés .

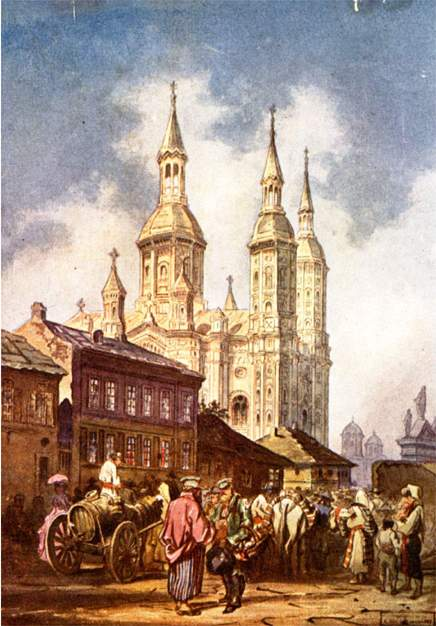
Église Saint Spiridon en 1860

Bucarest reste sous occupation russo-turque jusqu'à la fin avril 1851, sous le commandement du général Mikhaïl Gortchakov, qui n'est pas un humaniste mais quadrille la ville et réprime tout mouvement libéral. Pendant la guerre de Crimée (entre le 15 juillet 1853 et le 31 juillet 1854), c'est l'empire d'Autriche qui, jusqu'au traité de Paris (1856), occupe les principautés roumaines et Bucarest, pendant qu'Anglais et Français affrontent les Russes en Crimée. Les Roumains, qui revendiquent le retour de la Bessarabie à la Moldavie, n'obtiennent que trois județe (départements) aux bouches du Danube, que les Puissances leur rendent, non par esprit de justice, mais pour séparer les deux Empires, Russe et Turc. Les administrations successives de Bucarest par les Turcs, les Russes et les Autrichiens n'empêchent pas les édiles de poursuivre leur travail, aménageant le cimetière Bellu et le parc Cișmigiu, installant le télégraphe et, en 1857, l'éclairage au pétrole lampant (Bucarest fut même la première ville au monde à adopter ce mode d'éclairage), créant de nouvelles écoles et académies, élevant le palais du Prince Barbu Dimitrie Ştirbei, et dressant une carte de la ville dessinée par Rudolf Artur Borroczyn).

## Capitale des Principautés unies

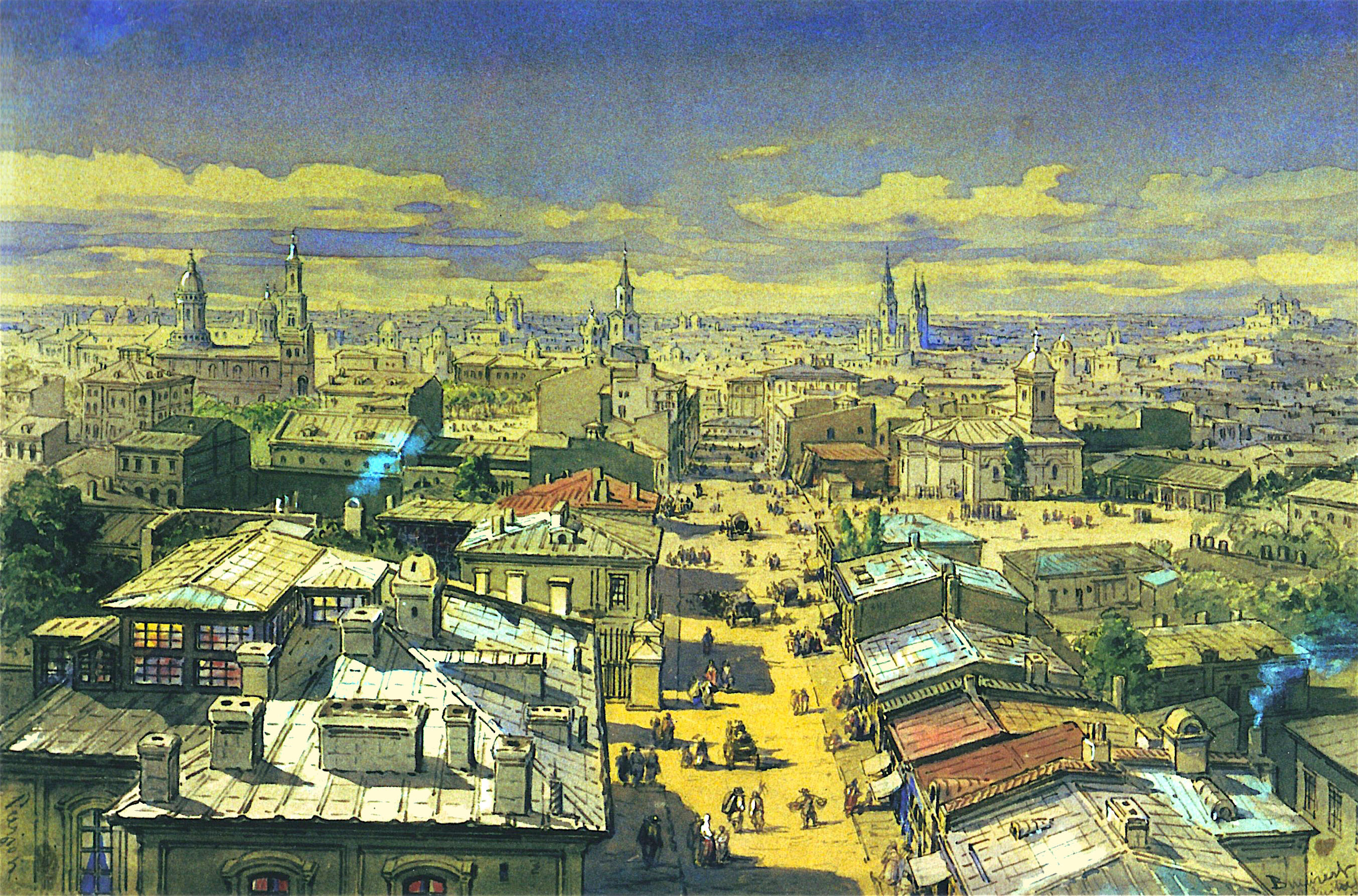
Vue de Turnul Colţei, par Amadeo Preziosi (1868)

Le traité de Paris créa un contexte favorable au rapprochement entre les principautés danubiennes de Moldavie et la Valachie, ardemment revendiqué par les révolutionnaires de 1821 et de 1848. Si la majorité des délégués de Bucarest appartenaient à l'organisation unioniste « Partida Naţională », les autres villes de Valachie, dominées par des conservateurs effrayés par l'éventuelle réaction des Puissances, envoyèrent au Congrès surtout des anti-unionistes, et, le 22 janvier 1859, l'Union échoua. Pour tourner la difficulté, le 24 janvier les membres de la « Partida Naţională », sans évoquer l'Union, firent élire au trône valaque le colonel Alexandru Ioan Cuza, qui était Moldave et avait déjà été élu à Iași. Ainsi les deux Principautés, toujours séparées de jure, se trouvèrent réunies de facto en union personnelle. Pour obtenir ce vote, il fallut d'une part faire jouer la fraternité secrète liant entre eux de nombreux délégués de tous partis, et d'autre part la pression de la rue forçant les délégués conservateurs à changer leur vote. Le nouvel état ainsi né « au forceps » prit le nom de principautés unies de Moldavie et de Valachie, avec Bucarest pour capitale et siège de son Parlement.
Assisté par son Premier ministre Mihail Kogălniceanu, un chef de la révolution de 1848, Cuza entreprend une série de réformes qui contribuent à la modernisation de la société et des structures de l'État roumain :
- sécularisation des immenses domaines ecclésiastiques en 1863 (près d'un quart de la superficie agricole utile appartenait aux moines orthodoxes non imposables, qui dépendaient de la république monastique du Mont-Athos à laquelle ils envoyaient une quantité substantielle de leurs énormes revenus fonciers. L'État récolte dès lors de nouveaux revenus fonciers sans augmenter ni ajouter d'impôts ;
- réforme agraire, qui libère les paysans des dernières corvées féodales, et leur accorde la liberté de mouvement, en plus de la redistribution des terres sécularisées (1864). Mais, si Cuza espère ainsi s'assurer un soutien solide parmi la paysannerie, il exaspère aussi l'opposition des boyards conservateurs qui rallient à eux une partie des « centristes » ;
- instauration en 1864 d'un nouveau code civil et d'un code pénal dans lequel la peine de mort est abolie ;
- instauration la même année d'un enseignement public primaire gratuit et obligatoire ;
- fondation de nouvelles universités publiques (dont l'université de Bucarest et celle de Jassy) ;
- développement d'une armée nationale moderne et européenne, en relation opérationnelle avec la France ;
- émancipation des Roms, délivrés de la servitude appelée « robie » (qui n'était pas un esclavage, comme ce terme est souvent traduit par erreur ou interprété par parti-pris, mais qui liait les Roms à une famille de boyards ou à un monastère) ;
- construction du chemin de fer entre la capitale et le port danubien de Giurgiu, dont les éléments sont construits, sous licence britannique, aux usines métallurgiques du județ d'Ilfov ;
- pavage des rues de Bucarest avec du macadam venu des roches granitiques des Carpates ;
- établissement de normes de construction anti-incendie et d'hygiène publique, avec notamment des toilettes et des bains-douches municipaux publics et bon marché[65].

Cependant, sur le moment, ses contemporains ne perçurent pas toute l'utilité et l'équilibre des décisions de Cuza : les libéraux le trouvaient trop timoré, l'accusant de ménager les boyards conservateurs et même de les favoriser en tant qu'investisseurs ; les autres lui reprochaient pêle-mêle la libération des Roms (qui leur permit de se répandre dans tout le pays et d'exercer petits métiers, mendicité ou chiromancie à tous les coins de rue), le chemin de fer (décrit comme « une abomination déchirant le paysage ancestral de sa laideur et de son rugissement, et réduisant la guilde des cochers de grand chemin à la ruine ») ou les nouvelles normes techniques coûteuses et contraignantes. Il en résulta une « monstrueuse coalition » entre libéraux et conservateurs qui, le 22 février 1866, le renversa par un coup d'État. Arrêté avec sa compagne Maria Obrenović, Cuza fut contraint à l'exil, et une Régence lui succéda.
Les conjurés voulurent en finir avec la monarchie élective héritée du Moyen Âge (dans les principautés à majorité roumaine, Transylvanie, Moldavie et Valachie, le trône était, comme en Pologne et en Hongrie, électif : pour devenir souverain il fallait être élu par l’assemblée des aristocrates, le Sfat boieresc). Ils firent alors appel à un prince pauvre de la branche cadette des Hohenzollern, Carol Ier, lui promettant pour lui et sa progéniture un trône désormais héréditaire. Les Habsbourg d'Autriche s'opposant fermement à ce qu'il monte sur le trône roumain, c'est avec un faux passeport et déguisé en marchand voyageant avec sa famille qu'il descendit tout le Danube de Sigmaringen à Giurgiu. Il fut aussitôt intronisé à Bucarest comme Prince, désormais vassal, comme ses prédécesseurs, du Sultan ottoman. Les Puissances finirent par consentir à ce nouveau souverain, qui sut pratiquer une politique modérée et équilibrée, tout en continuant les réformes et la modernisation commencées par ses prédécesseurs.
Sous son règne Bucarest acquit son éclairage électrique, l'eau courante dans les étages, ses quatre gares (Nord, Sud, Est et Ouest), un réseau de tramways d'abord hippomobiles, ensuite électriques, des omnibus automobiles, sa faculté de médecine, de grands hôpitaux, des musées, le téléphone… La prospérité de la ville se traduit par l'érection de grands palais publics ou privés (par exemple le palais Crețulescu). Si le roi était allemand, il parlait, jusqu'à ce que son roumain soit correct, le français avec ses ministres et avec le Parlement. En effet l'opinion roumaine, et spécialement Bucarestoise, était très francophile, et elle le manifesta pendant la guerre franco-prussienne, où en mars 1871 les ressortissants allemands installés à Bucarest furent molestés. La Prusse se fit menaçante, mais Carol I dénoua la crise en nomment premier ministre le conservateur Lascăr Catargiu. Six ans plus tard, lors de la guerre russo-turque de 1877-1878 la Roumanie prit parti pour la Russie et y gagna la reconnaissance internationale de son indépendance, proclamée le Parlement dans une capitale en liesse.

## Capitale du Royaume de Roumanie
L'influence française sur une partie de l'architecture bucarestoise des années 1870-1935 fut telle, que Bucarest était alors appelée le « Petit Paris » (Micul Paris). On doit cette influence à des architectes comme Ion Mincu ou Petre Antonescu, tous deux élèves de l'École nationale des Beaux-Arts de Paris et représentants du style architectural néo-brancovan.

### 1878-1919
Pendant les premières années du règne de Carol, la Banque nationale de Roumanie a été ouverte en avril 1880, en tant que première et plus importante de la série de nouvelles institutions bancaires. Après l'érection de la principauté en royaume de Roumanie en 1881, les travaux de construction se sont accélérés dans la capitale. En 1883, les inondations de la Dâmbovița ont été stoppées en ville par la canalisation de la rivière (le changement du cours de la rivière modifia le voisinage proche des banques). De nouveaux bâtiments sont ajoutés, notamment l'Athénée roumain, et les immeubles augmentent leur taille : l'« Athénée Palace » et une tour de veille des pompiers en pierre (« Foișorul de Foc », qui remplace les anciens miradors en bois) sont les premiers bâtiments de la ville à utiliser du béton armé. En 1885-1887, après la dénonciation par la Roumanie de ses liens économiques exclusifs avec l'Autriche-Hongrie, le développement commercial et industriel s'est développé sans entrave : plus de 760 nouvelles entreprises se sont établies dans la ville avant 1912, des centaines de plus pendant les années suivantes. L'utilisation de l'électricité, de manière limitée, a été mise en place en 1882.

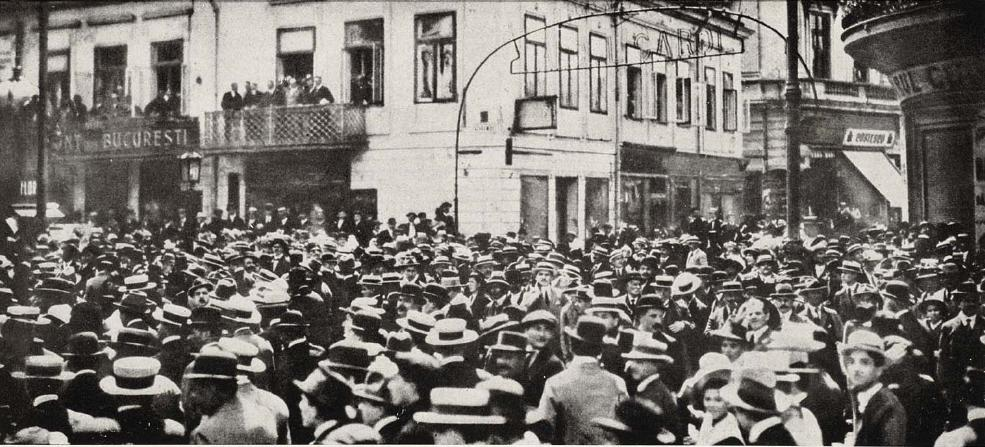
Bucarestois manifestant en faveur des Alliés pendant la Première Guerre mondiale en 1915

Dans le courant de la Première Guerre mondiale que la Roumanie fit aux côtés de l'Entente, Bucarest fut, du 6 décembre 1916 au 15 novembre 1918, occupée militairement par les empires centraux, provoquant la retraite du gouvernement à Iași. Bucarest fut pillée par les Austro-Allemands (commandés par le général allemand Erich von Falkenhayn, installé au palais royal). Plus de 215 millions de lei ont été demandés par la nouvelle administration dans le but de couvrir leurs dépenses, dont 86 à la capitale ; en outre, les trains de marchandises ou de permissionnaires partant pour l'Autriche ou pour l'Allemagne ne revenaient pas à vide : ils ne revenaient pas. Après l'Armistice de 1918, lorsque l'administration Roumaine s'est réinstallée dans sa capitale, les trois quarts des véhicules de 1916 manquaient, les usines et centrales électriques étaient en panne, les bureaux des administrations avaient été vidés de leurs meubles, transformés en bois de chauffage comme la plupart des arbres de la ville. Il n'y avait plus de bétail ni de volaille dans les fermes alentour, et les entrepôts étaient vides, tout comme les pharmacies. Certes, Bucarest était désormais la capitale d'un pays vainqueur ayant presque triplé son territoire : la Grande Roumanie (reconnue par les traités St-Germain, Neuilly et Trianon) mais c'était une capitale affamée, en proie au typhus et parcourue de soldats de différentes armées, débandés et désespérés, parfois mutinés et partisans du Parti socialiste roumain nouvellement créé, qui réclamaient l'abolition de la monarchie et l'établissement d'une république socialiste. Le 26 décembre 1918, les troupes royales, encadrées par les officiers français de la mission Berthelot, tirèrent sur des manifestants qui chantaient l'Internationale.

### Entre les deux guerres mondiales
Il fallut quelques années à Bucarest (et à la Roumanie) pour se relever des séquelles de la guerre. À partir de 1920, les grandes réformes (agraire de 1921 et constitutionnelle de 1923) démantelèrent les grandes propriétés aristocratiques au profit des paysans, et donnèrent la pleine citoyenneté et le droit de vote à tous les habitants du pays, femmes comprises, quelles que soient leurs origines, langues et religions : le risque d'une révolution violente comme en Russie était écarté, même si des grèves ou des attentats sporadiques (comme celui de Max Goldstein, un sympathisant communiste, le 8 décembre 1920 au Sénat) eurent lieu. La reprise économique permit un développement sans précédent dans l'histoire du pays et de la ville. L'architecture élaborée et le statut de centre culturel cosmopolite valut alors à Bucarest le surnom de "Petit Paris". Un aéroport (Băneasa) ouvre au nord de la ville, reliant Paris en six heures deux fois par semaine. Ce fut l'une des époques les plus prospères de l'Histoire de la Roumanie : après 1928, la population augmenta de 30 000 habitants par an. En outre, malgré les inévitables crises ministérielles, scandales et aléas politiques, la démocratie parlementaire fonctionna tant bien que mal jusqu'en 1938.
Depuis la fin du XIXe siècle et dans la première moitié du XXe siècle, et en particulier de la période d'entre-deux-guerres qui est souvent considérée comme l'« âge d'or » de Bucarest, un important parc immobilier « art nouveau » et « bauhaus » apparaît. À cette époque, sous l'égide d'Ion Mincu, l'architecture urbaine visait à valoriser l'identité culturelle roumaine et byzantine, en s'inspirant de l'architecture religieuse et laïque de la Renaissance roumaine, comme l'église du monastère Stavropoleos ou l'église (disparue à l'époque communiste) du monastère Văcărești, et des motifs de l'architecture populaire paysanne, présentée au musée du Village de Bucarest. Un grand nombre de bâtiments et monuments en styles « art déco » et « néo-roumain » furent érigés, dont le palais royal de Bucarest, l'Académie d'Etudes Militaires de Bucarest, l'Arc de Triomphe, l'université de la faculté de droit de Bucarest, la nouvelle aile de la Gare du Nord, le stade ANEF, le palais Victoria, le palais des Télécom et l'actuel musée du Paysan roumain.
Malheureusement les répercussions de la crise économique de 1929 se traduisirent en Roumanie par une décroissance économique qui, sur le plan politique, amena la montée des extrémismes, la xénophobie et l'édiction de « numerus clausus » dans la fonction publique et l'enseignement supérieur, réservant la majorité des places aux « Roumains de souche ». Bucarest, malgré tout, s'agrandit : en 1939, beaucoup de nouveaux bourgs sont ajoutés (Apărătorii Patriei, Băneasa, Dămăroaia, Floreasca, Giuleşti, le village de Militari, et les premières rues de la zone de Balta Albă ; la surface de la municipalité atteint 18 km2. En 1929, les anciens omnibus sont remplacés par des trolleybus.
L'extrémisme profite aux communistes qui suscitent des émeutes de travailleurs et des grèves comme celle de Grivița en 1933, et aux « légionnaires » fascistes qui se livrent à des violences dans les écoles, contre les politiciens démocrates, les francs-maçons et les Juifs. Le tout se termine par une violente répression et, en février 1938, par la dissolution du Parlement et l'instauration de la dictature « carliste », qui fait tirer à vue et sans sommation sur les rassemblements de « légionnaires ». Cette dictature doit son nom au roi pro-Allié Carol II, sous le règne duquel la croissance reprit malgré une corruption endémique.
Par ailleurs, de profonds puisages ont été creusés pour fournir de l'eau de manière plus saine, le long de la déviation du cours de l'Argeş ; l'asséchement des marais du nord créa les actuels lacs Colentina, Floreasca, Herăstrău et Tei environnés de parcs.

### LaSeconde Guerre mondiale

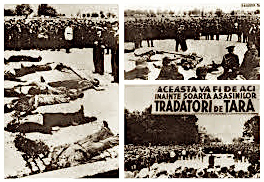
Membres de la « Garde de fer » fasciste abattus en septembre 1939 par la gendarmerie sous la dictature carliste : la banderole proclame « ainsi finissent les assassins traîtres à leur pays ».

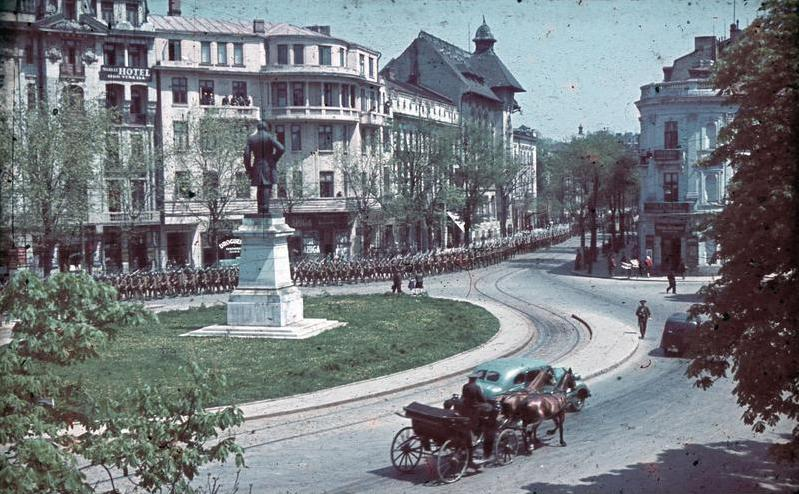
Troupes roumaines sur la place Kogălniceanu, partant à la guerre en 1941 : la plupart n'en reviendront pas.

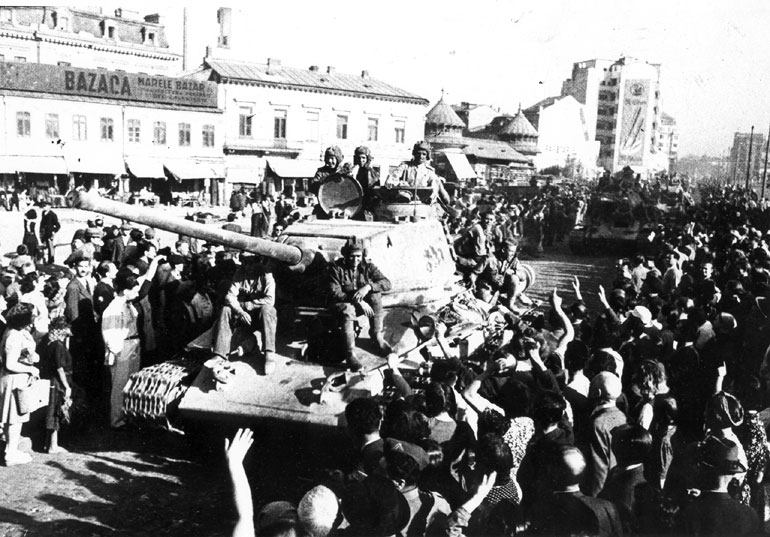
Entrée de l'Armée rouge à Bucarest, début septembre 1944.

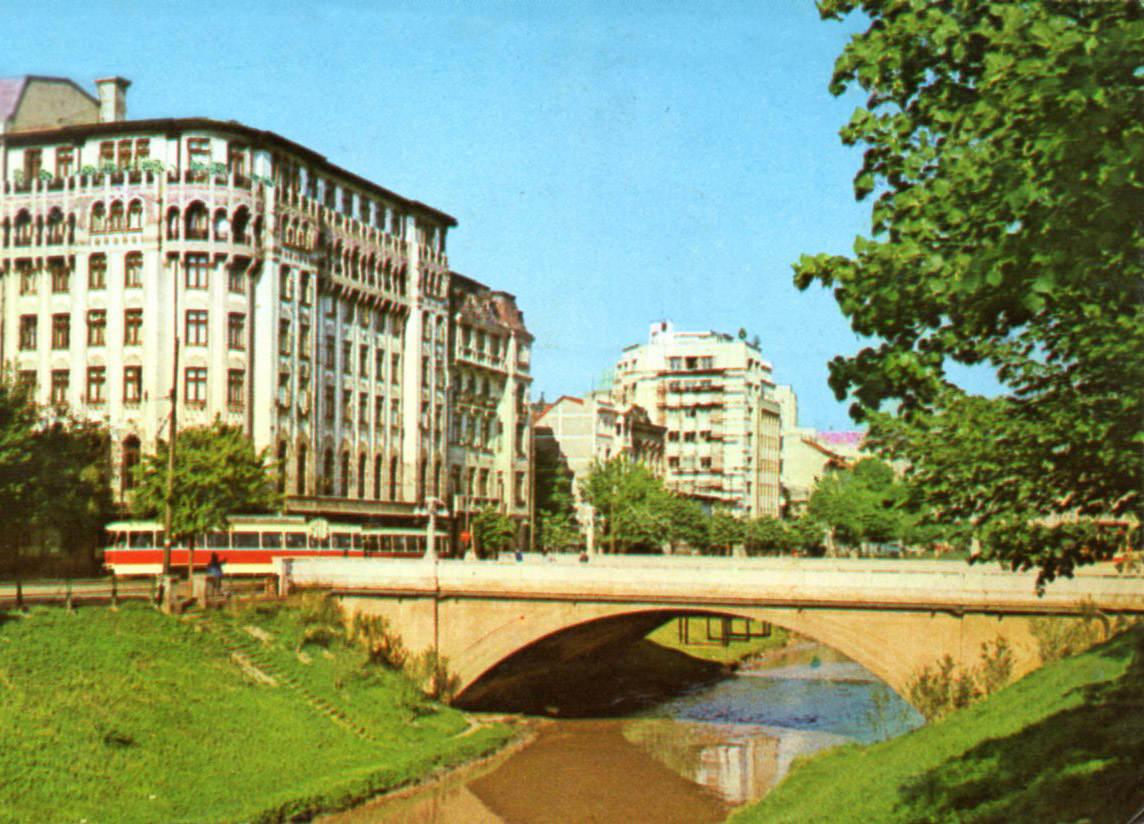
Le centre-ville en 1967, avant les grands travaux de Ceaușescu

Bucarest subit trois dictatures successives : après celle, pro-Alliée, du Carol II (février 1938) dont le « Front de Renaissance Nationale » tira à vue sur les fascistes de la Garde de fer, les suites du pacte Hitler-Staline forcèrent Carol II à abdiquer (octobre 1940) au profit d'un « État national-légionnaire », antisémite dirigé par la Garde de fer et le maréchal Antonescu qui finit par éliminer la première après le pogrom qu'elle perpétra les 21-23 janvier 1941 (131 morts). Mais les persécutions et déportations en Transnistrie des démocrates, des Roms et des Juifs ne cessèrent pas mais s'intensifièrent : même son ami de jeunesse, Wilhelm Filderman, n'y échappa pas. En décembre 1941, les Alliés déclarèrent la guerre à la Roumanie et au printemps 1944, Bucarest fut la cible des bombardiers lourds de la Royal Air Force et de l'US Air Force venus de Foggia, qui visaient la Gare du Nord mais anéantirent surtout le quartier voisin de Grivița.
De Bucarest, l'as de l'aviation Constantin « Bâzu » Cantacuzino, organise un réseau pour prendre en charge les aviateurs américains abattus en Roumanie et les faire passer en Turquie. Il bénéficie de la discrète protection du roi Michel Ier, qui fournit par ailleurs des moyens de communication et une garde à la mission clandestine inter-Alliée (mission Autonomous du SOE) à Bucarest.
La ville abrita le centre névralgique des mouvements antifascistes et fut le théâtre du renversement d'alliance assumé par le roi Michel Ier, qui déclara la guerre à l'Axe pour rejoindre les Alliés : en représailles, les 23 et 24 août, un bombardement massif de la Luftwaffe détruisit le théâtre national de Bucarest et d'autres bâtiments, tandis que la Wehrmacht engagea des batailles de rue contre les forces armées roumaines. Le 31 août, l'Armée rouge entra dans Bucarest, accueillie en Alliée par les autorités, mais se considérant néanmoins en pays ennemi car l'URSS attendit jusqu'au 12 septembre pour accorder l'armistice à la Roumanie,.
En février 1945, le Parti communiste roumain organisa une violente manifestation devant le palais Royal, qui se termina par la chute du cabinet Allié de Nicolae Rădescu et la montée en puissance de Petru Groza, candidat des Communistes. Le 8 novembre, fête du Roi, la nouvelle administration réprime les manifestants pro-démocratie, inaugurant la répression communiste.

## Capitale de laRoumanie communiste

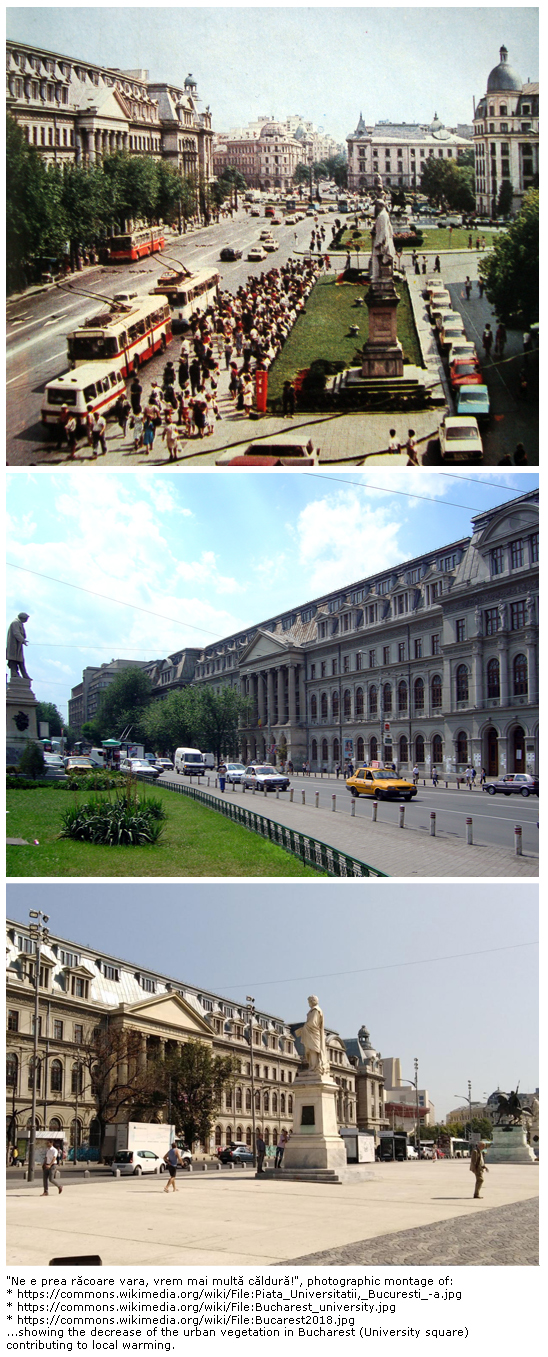
Transformations de la place de l'Université

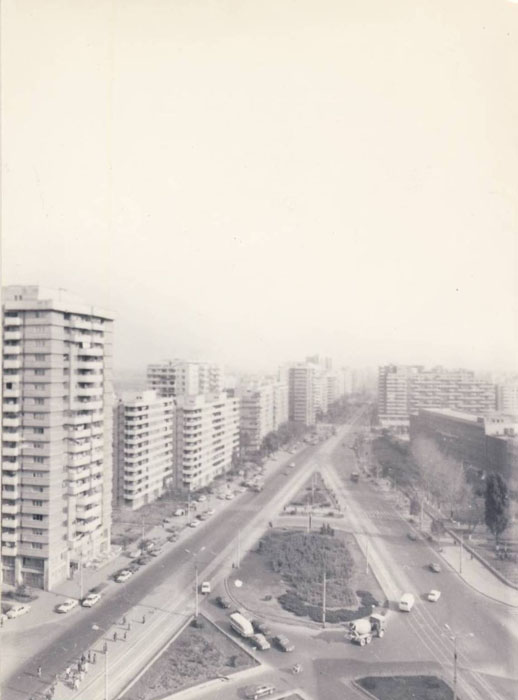
Blocuri (préfabriqués de type panelak) à Pantelimon datant des années 1980 : un style utilitaire très répandu dans les pays communistes.

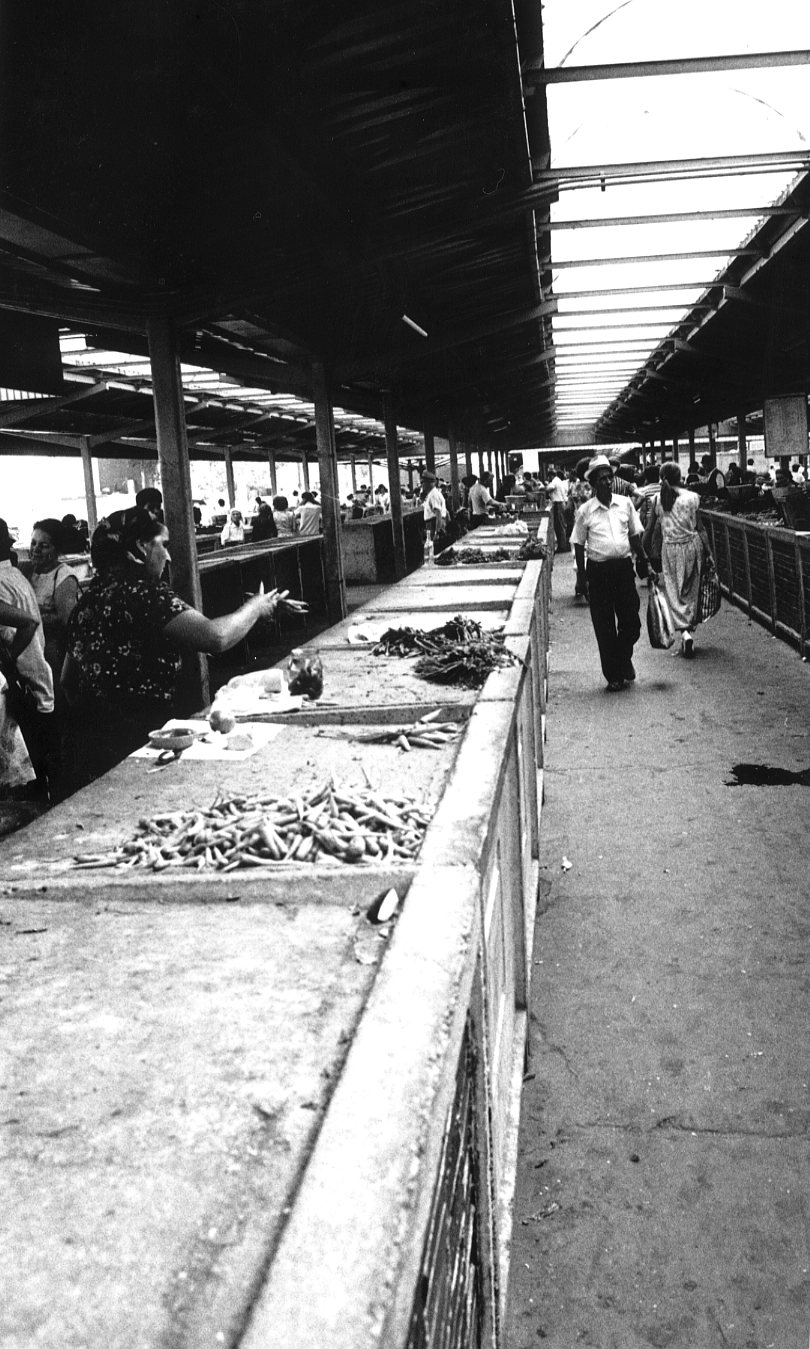
Obor, principal marché de Bucarest sous le communisme, dans les années 1980.

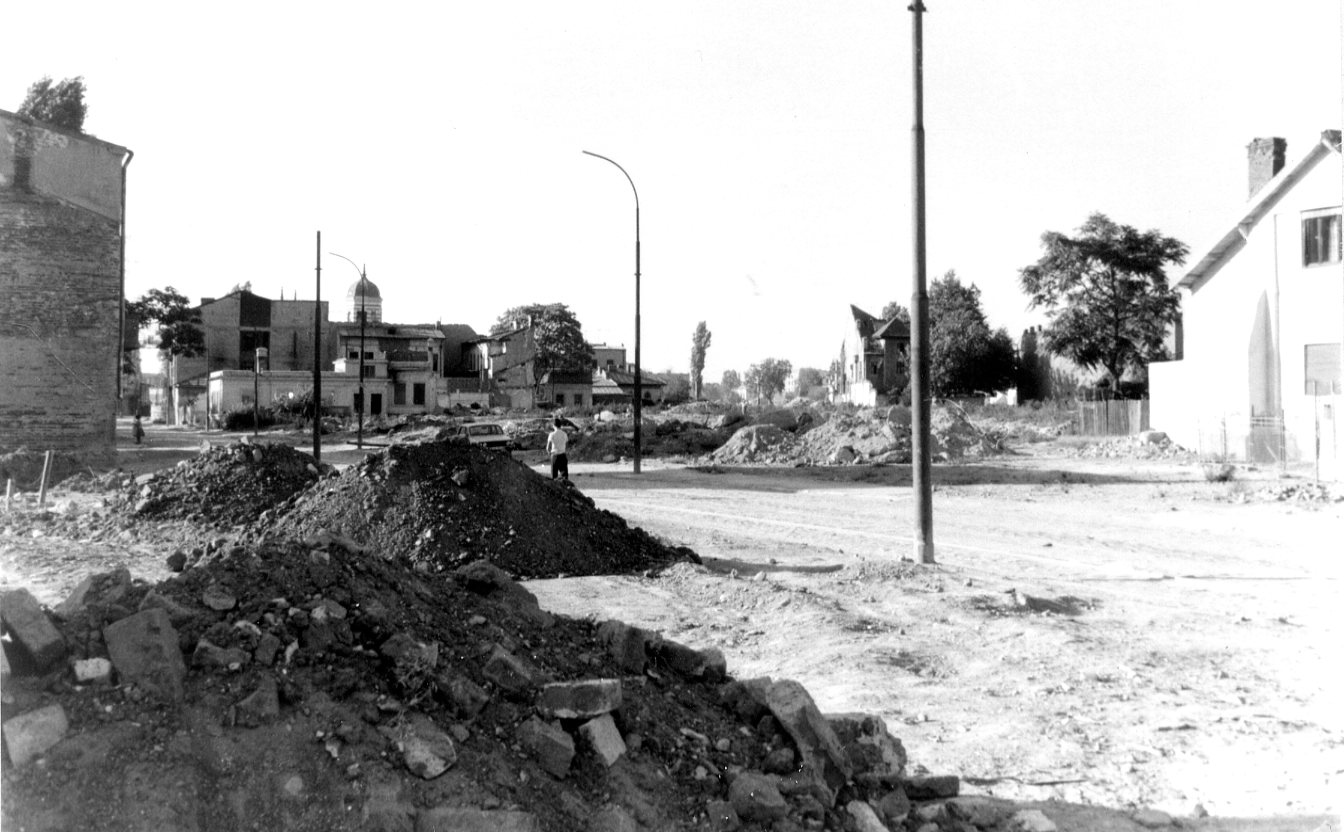
Dans les années 1980, la politique de systématisation du territoire se traduit à Bucarest par 320000 expulsions, la démolition de quartiers historiques entiers, et environ 3000 morts par froid et carences

Au pouvoir du 6 mars 1945 au 22 décembre 1989, les communistes développent un urbanisme volontariste, déconnecté des réalités et des besoins de la population (mais pas des besoins de la nomenklatura), qui se traduit à Bucarest par une série de destructions de monuments historiques (notamment de statues et d'églises, jugées porteuses des souvenirs d'un passé révolu conformément couplet de l'Internationale « Du passé faisons table rase »), et par la construction de barres géantes d'immeubles collectifs anonymes, appelés blocuri (ou panelaks dans les pays voisins, du tchécoslovaque « en panneaux », car bâtis à partir d'éléments préfabriqués). Le centre-ville historique est abandonné comme « vieillerie de l'ère bourgeoise-nobiliaire » (vechitură burghezo-moșierească), tombe en ruines et parfois s'effondre. Les quatre cinquièrmes de la statuaire présente au moment de la fin de la monarchie disparaissent aussi. Après le tremblement de terre de 1977, beaucoup de bâtiments anciens du centre-ville, bien qu'ayant souvent mieux résisté que les blocuri, ont été jugés trop fragiles, notamment les églises, et ont été démolis : ainsi, la ville a connu des transformations morphologiques importantes sous le mandat de Nicolae Ceaușescu et un monument imposant, la « maison du peuple » fut construit durant cette période ; il est le second plus vaste bâtiment administratif du monde après le Pentagone américain.
Quelques gratte-ciel staliniens mis à part (dont la « maison du peuple » fait partie), l'architecture de l'ère communiste est essentiellement d'allure utilitaire, avec des immeubles de grande taille mais de faible qualité, et où chauffage et eau manquent dans les étages supérieurs. Ces barres construites sous l'égide d'architectes « fonctionnalistes » tels Cezar Lăzărescu, dominent le long des grands boulevards de la capitale, dans les secteurs les plus excentrés de la ville (qui en font administrativement partie) et dans quelques communes de banlieue. Une des premières constructions majeures des dirigeants communistes dans la ville, dans le style réaliste socialiste, fut la grande Casa Scînteii (1956), copie de l'université Lomonosov de Moscou, suivie par l'Opéra national. En tant que tendance globale durant la période communiste, la ville connut une expansion massive au niveau géographique et de la population : elle s'étend vers le sud, l'ouest et l'est, avec des nouveaux quartiers dominés par les immeubles de grande hauteur tels que Dristor, Titan, Pantelimon et Drumul Taberei.
L'époque est aussi à la dégradation des transports urbains soumis aux caprices des camarades dictateurs successifs, et des urbanistes amis de ceux-ci, qui, ralentis dans leurs trajets en automobile par les transports en commun et par l'afflux de voyageurs dans les stations, raréfient les arrêts et déconnectent les lignes en centre-ville, soumettant la population à d'éprouvantes marches à pied d'autant plus prolongées que les trams, trolleys et bus ne sont pas remplacés au rythme de leur mise hors-service.
Ce processus s'amplifie après le tremblement de terre de 1977 de magnitude 7,4 sur l'échelle de Richter de 1977, qui fait 1 500 victimes et donne un « coup d'accélérateur » au programme communiste de nettoyage des traces du passé bourgeois-aristocratique (selon la terminologie officielle omniprésente). Sous la présidence de Nicolae Ceaușescu (1965-1989), la plus grande partie du centre historique de la ville est ainsi détruit et remplacé par des immeubles de style soviétique, dont le meilleur exemple est le Centre civique, qui inclut le palais de la République, qui remplaça 1,8 km2 de bâtiments anciens (les Bucarestois parlaient de Ceaushima).
En plus de ces séries de bâtiments de style « réaliste socialiste » anonyme et gris, Bucarest fut le lieu de quelques projets à large échelle d'un style plus générique moderniste (Sala Palatului, le Cirque Globus, et l'Hôtel Intercontinental de Bucarest). Jusqu'au moment de son renversement, le régime commença la construction d'une série d'énormes magasins identiques, mais vides, connus sont le nom de Circurile foamei ("Cirques de la faim"), et démarra les travaux du canal Danube-Bucarest resté inachevé. La Dâmbovița fut canalisée pour la deuxième fois et le Métro de Bucarest, distingué par l'appréciation de l'esthétique officielle, fut ouvert en 1979.
L'exécution sommaire du dictateur et de son épouse en 1989, après une procédure expéditive typiquement communiste, sauve certains quartiers historiques, encore debout aujourd'hui.

## De 1989 à maintenant
À Bucarest, la Libération de 1989, qui mit fin à un demi-siècle de dictatures, se traduit par une rapide succession d’évènements entre le 20 et le 22 décembre, entraînant le renversement du régime communiste et de son président Ceaușescu. Déçues de s’être fait confisquer la révolution par la nomenklatura (beaucoup mieux organisée et coordonnée), les ligues étudiantes et autres mouvements comme l’Alliance Civique organisèrent en 1990 des protestations massives contre le gouvernement du Front de salut national dominé par les ex-communistes d’Ion Iliescu ; ces protestations sont violemment réprimées par des mineurs de vallée du Jiu encadrés par l’appareil de la Securitate, appelés à la rescousse par Iliescu. D’autres « minériades » ont suivi chaque fois que le président ex-communiste fut en difficulté, notamment en septembre 1991, pour précipiter la chute du gouvernement de Petre Roman, ex-communiste lui aussi, mais de tendance libérale et réformatrice.
Le bilan de la période de dictatures est lourd : le patrimoine de Bucarest a subi de nombreuses pertes, d'une part lors de ces convulsions naturelles et historiques, mais aussi avec la transformation de la société roumaine depuis le rétablissement des libertés. La faiblesse des lois protégeant le patrimoine, le petit nombre d'immeubles inscrits sur la liste du Patrimoine Historique, ainsi que la corruption endémique créent un terreau fertile pour les promoteurs peu scrupuleux. De nombreuses constructions purement fonctionnelles, sans souci esthétique et sans aucune recherche architecturale, ont remplacé les maisons, jardins, villas et palais typiquement bucarestois qui constituaient une richesse architecturale et culturelle unique.
Quant aux urbanistes, artistes et surtout architectes qui, en 1990, avaient ressuscité une « Commission d’esthétique de la ville » sur le modèle de celle de Kisselef, aucune de leurs recommandations ne fut suivie : les promoteurs pressés de faire fortune prirent le dessus faisant fi des règles, ou même les faisant abroger au Parlement ; Bucarest devint en grande partie une ville de béton, de verre, de contrastes climatiques accrus, d’abus de climatisation, d’embouteillages permanents et de trottoirs transformés en parkings, surtout après les années 2000, à la suite du boom économique en Roumanie. Si, par la suite, quelques rues historiques ont été restaurées, beaucoup d’autres ont été abandonnées et remplacées par des buildings modernes.
En 1992, la première connexion à Internet a été effectuée à l’université polytechnique. Depuis, des pelotes de câbles de connexion ont proliféré à travers la ville, envahissant façades et poteaux, et gênant les manœuvres des pompiers en cas d’incendie. Quant au réseau de transports, conçu au XIXe siècle en « toile d'araignée », le tracé des lignes est resté, en 2017, tel que le régime Ceaușescu l’a laissé en 1989 : connexions des trams interrompues en centre-ville au niveau de la Piața Unirii (jadis centre de la « toile »), arrêts rares dans les zones de haute nécessité (par exemple, aucun arrêt sur les lignes de trolleys entre les places Kogălniceanu et Universității, notamment au niveau de la mairie et du Parc Cișmigiu), très peu de bancs dans les arrêts : comme à l’époque de la dictature et malgré la modernisation des véhicules, ce réseau reste dur aux personnes âgées ou fragiles, et peu praticable aux handicapés.
En 2005, la zone de Lipscani a été rendue piétonne et elle est en cours de restauration, car depuis les années 2010, souvent sous la pression de la jeune génération qui a formé des associations et des ligues de défense du patrimoine, d'anciens palais et immeubles du centre ancien commencent à être restaurés et quelques-uns ont été classés au patrimoine mondial.

## Histoire administrative
Une administration locale a été d'abord attestée sous Pierre le Jeune (en 1563), lorsqu'un groupe de pârgari contresigna une vente de propriété; les limites de la ville, établies par Mircea Ciobanul ont été confirmées par Matthieu Basarab dans les années 1640, mais les limites internes entre les propriétés restèrent très changeantes en l'absence de tout cadastre, et étaient, par le droit coutumier, périodiquement reconfirmées par le Jude et ses pârgari. Les privilèges de l'administration princière ont été dénoncés par les Bucarestois et abolis par les Princes durant le règne de Constantin Brâncoveanu et durant la période du Règlement Organique. En 1831, la population a été autorisée à élire un conseil local qui a été doté d'un budget ; ce conseil a été etendu sous Cuza. C'est à cette période que le premier maire de Bucarest, Barbu Vlădoianu, a été élu.
Des guildes (bresle ou isnafuri), regroupant un large panel de métiers et définies par le commerce ou l’origine, formèrent des unités s’auto-administrant à partir du XVIIe siècle jusqu’au XIXe siècle. Certaines guildes du quartier de Lipscani donnèrent leurs noms aux rues qui existent encore maintenant, comme la rue Blănari ("des fourreurs"). Bucarest n’ayant pas de remparts, ces guildes, entraînées à l’auto-défense, sont devenues la base de recrutement militaire dans la garnison de la ville : en cas d’invasion, elles étaient chargées d’évacuer la ville, habitants, biens et bétail inclus, pour se réfugier et organiser la résistance dans la forêt de Vlăsia ou les îles des marais de la Colentina. Ces guildes de commerçants, prédominantes pendant le XIXe siècle, et toutes celles des autochtones s’effondrèrent face à la concurrence des sudiţi : les grossistes souvent sujets étrangers ou protégés par des diplomates étrangers, et disparurent toutes après 1875, lorsque l’importation de masse d’Autriche-Hongrie inonda le marché.

## Histoire des religions et des communautés

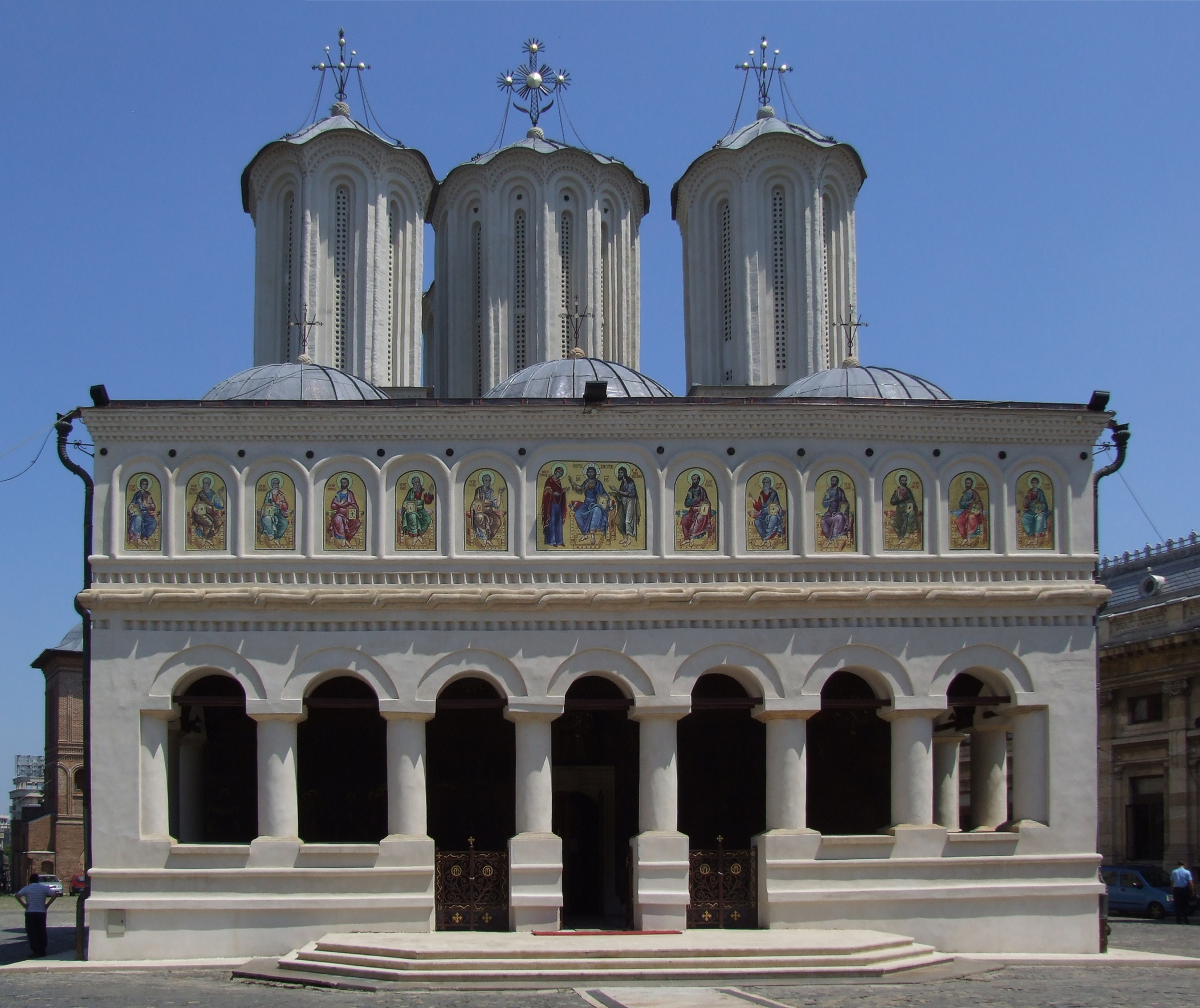
L'église du Patriarcat

Bucarest est le siège Primat du Patriarcat de Roumanie, de l'archevêque catholique (établi en 1883), de la Nonciature apostolique, de l'archevêque du Conseil de l'Éparchie de l'Église apostolique arménienne locale (qui possède sa cathédrale), du commandement de la Fédération des communautés juives de Roumanie ainsi que de sites importants pour d'autres religions et églises.
Durant la présidence de Nicolae Ceaușescu, plusieurs dizaines de lieux de culte, parmi beaucoup d'autres monuments historiques, ont été démolis pour réaliser des tours et des barres administratives ou d'habitation ; ces destructions incluent l'ancien Monastère Văcăreşti, qui a été détruit pour élargir le réservoir du même nom.

### Orthodoxie roumaine
Le premier monument religieux majeur de Bucarest fut l’église de la Curtea Veche, construite par Mircea Ciobanu dans les années 1550, suivie par la Plumbuita (consacrée sous Pierre le Jeune).
Constantin Ier Șerban Basarab érigea l’église métropolitaine (aujourd'hui la cathédrale patriarcale de Bucarest) en 1658, déplaçant le patriarcat de Târgoviște à Bucarest en 1668. En 1678, sous Şerban Cantacuzino, le patriarcat a été équipé de l'imprimerie, qui publia la première édition de la bible en langue roumaine (la Bible Cantacuzino) l'année suivante.

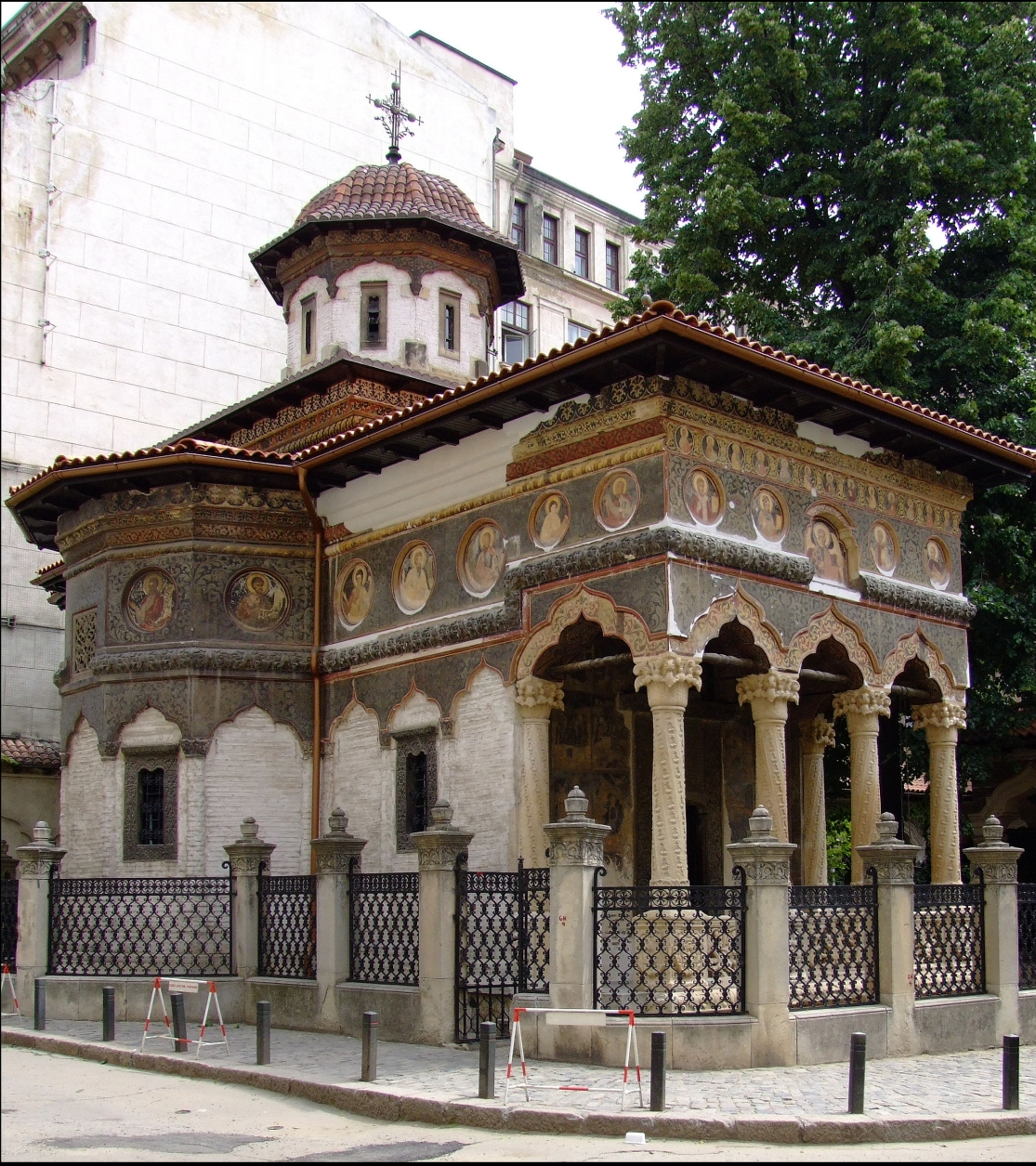
Église du monastère Stavropoleos

Le développement urbain à grande échelle sous le prince Şerban et le prince Constantin Brâncoveanu a vu la construction de nombreux édifices religieux, dont notamment le monastère d'Antim d'Antim Ivireanul ; en 1722, le boyard Iordache Creţulescu ajouta la Biserica Creţulescu dans l'environnement de la ville pendant une période où la majorité des lieux de culte était dédiés aux guildes de commerçants.
Les dirigeants phanariotes construisirent de nombreux lieux de cultes majeurs, notamment le monastère Văcăreşti (1720), un monument de l'architecture byzantine, l'église du monastère Stavropoleos (1724 ; toutes les deux construites sous Nicolas Mavrocordato), l'église Popa Nan (1719), l'église Domniţa Bălaşa (1751), celle du quartier Pantelimon (1752), l'église Schitu Măgureanu, l'église Icoanei (1786), et l'église Amzei (vers 1808). Une deuxième période de construction d'édifices orthodoxes est celle de l'entre-deux-guerres : vingt-trois nouvelles églises ont été érigées avant 1944. La troisième est celle qui a commencé après la Révolution roumaine de 1989 (quinze nouvelles églises depuis 1990, plus la cathédrale du salut de la nation roumaine, en construction).

### Autres communautés orthodoxes

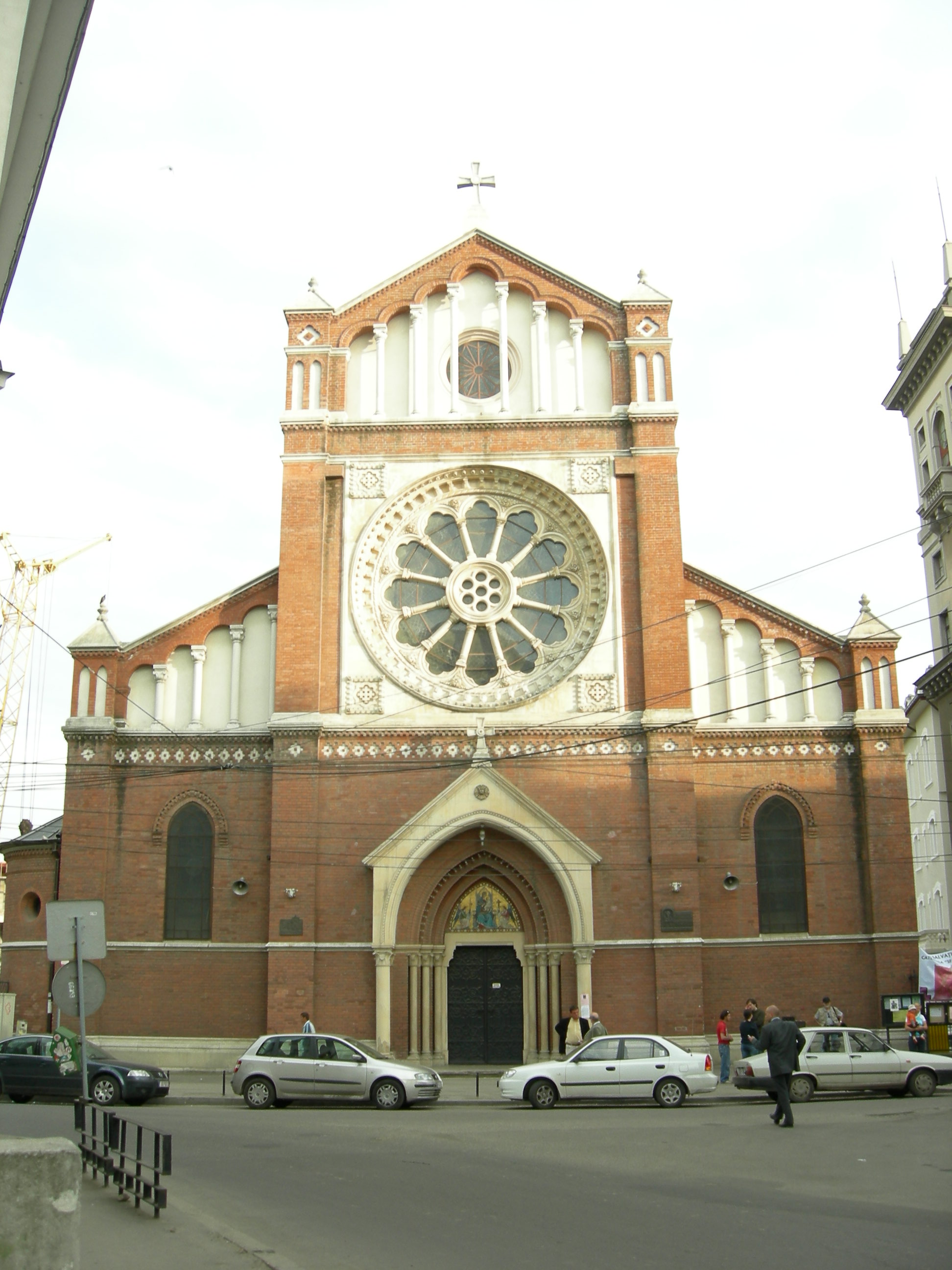
La cathédrale Saint-Joseph (Bucarest)

Une majorité des groupes orthodoxes autres que roumain comprennent des communautés grecque (omniprésente et fortement influente pendant une grande partie de l'histoire de la ville, elle est mentionnée à Bucarest avant 1561 et atteignant son pic dans le XVIIIe siècle, avant d'être progressivement assimilée aux Roumains), aroumaine (attestée la première fois en 1623, mais probablement comptée parmi les Grecs dans les anciens recensements), serbe et bulgare, ainsi que d'autres communautés slaves du Sud (les Bulgares et les Serbes ont été confondus dans une référence commune jusqu'au XIXe siècle ; au même moment, des sources distinguèrent plus rigoureusement les groupes de commerçants venant de Gabrovo ou Razgrad ; un important groupe de réfugiés bulgares arriva avec les Russes en retraite vers la fin de la guerre russo-turque de 1828-1829, et se fixèrent à Bucarest en tant que jardiniers et laitiers), ou encore des paroissiens Arabes de l'Église orthodoxe d'Antioche, des Russes (voir également l'Église russe de Bucarest ), et une majorité d'Albanais orthodoxes. Protégés par l'église en tant que paroissiens, les Roms étaient, jusqu'en 1855, protégés mais en même temps « Robi » (servitude personnelle) du prince, des boyards ou des monastères ; en 1860, 9 000 Bucarestois étaient considérés comme étant Roms. Ils furent délivrés de la « Robie » par Cuza en 1865.

### Communautés chrétiennes non-orthodoxes

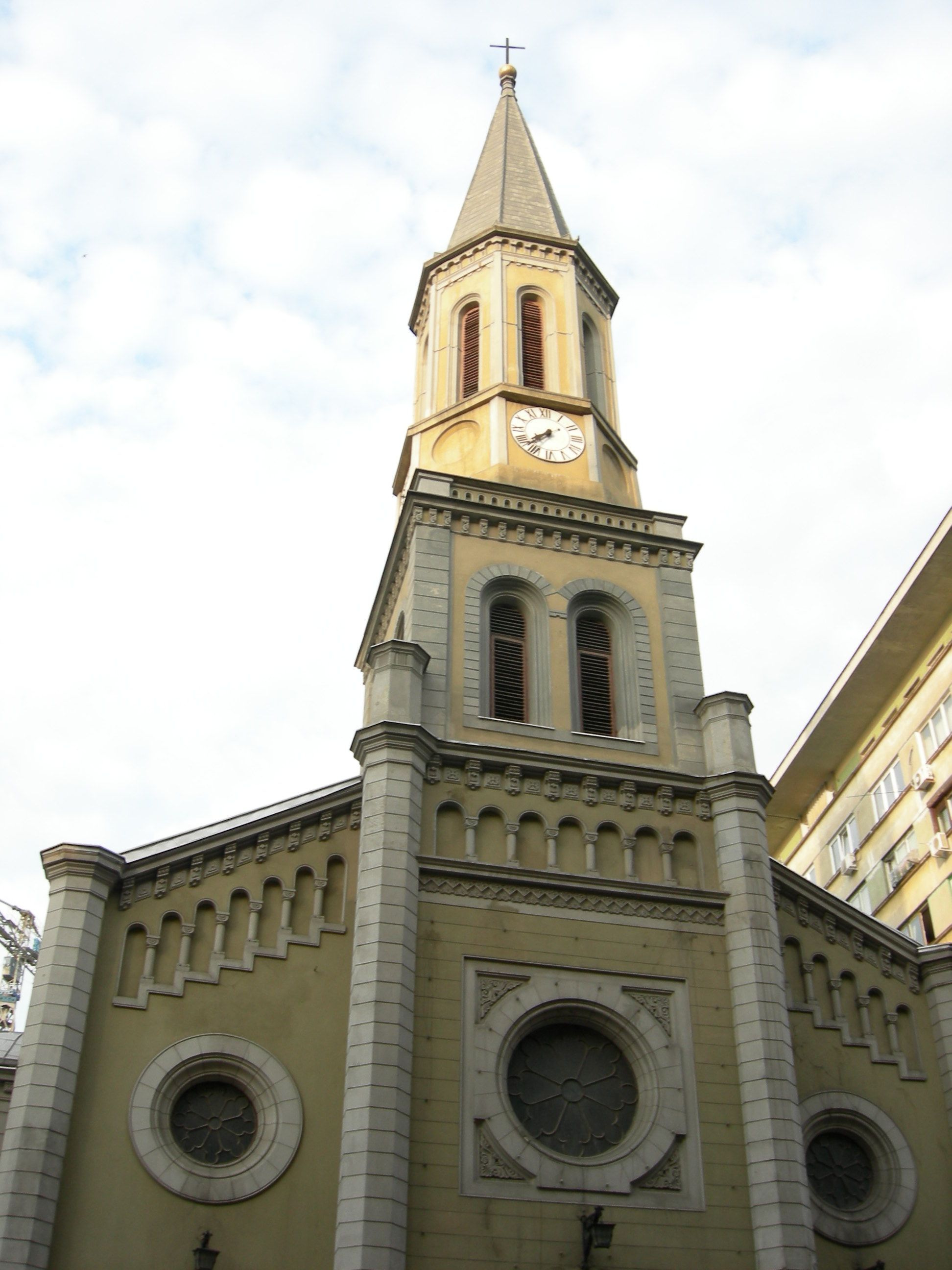
Le temple luthérien

Actuellement, Bucarest compte 18 lieux de culte d'obédience catholique romaine, comprenant la Bărăţia de Bucarest, la cathédrale Saint-Joseph de Bucarest (1884) et l'Église italienne de Bucarest (1916). L'Église grecque-catholique roumaine en compte une vingtaine. Historiquement, les plus anciens catholiques furent au XIVe siècle des commerçants Génois de San-Giorgio et des Saxons de Brașov. Les Ragusains sont mentionnés au XVIe siècle ; des Vénitiens sont enregistrés aux alentours des années 1630, et d'autres Italiens étaient traditionnellement employés comme architectes, maçons, jardiniers et cuisiniers. Les Français, particulièrement influents pendant la fin du XVIIIe siècle et le début du XIXe comme précepteurs, enseignants universitaires, majordomes, gouvernantes, cuisiniers et nourrices, étaient environ 700 dans les années 1890. La minorité Polonaise a grossi après l'Insurrection polonaise de 1861-1864. Entre les deux guerres mondiales, Bucarest a aussi accueilli une large communauté sicule (probablement quelques dizaines de milliers).
La majeure partie des protestants de Bucarest étaient traditionnellement des calvinistes hongrois et des luthériens allemands, qui comptèrent plusieurs milliers de fidèles ; mentionnés avant 1574, les luthériens ont un temple au nord de la Salle des Congrès, sur la Strada Luterană ("rue Luthérienne").

### Communauté juive de Bucarest

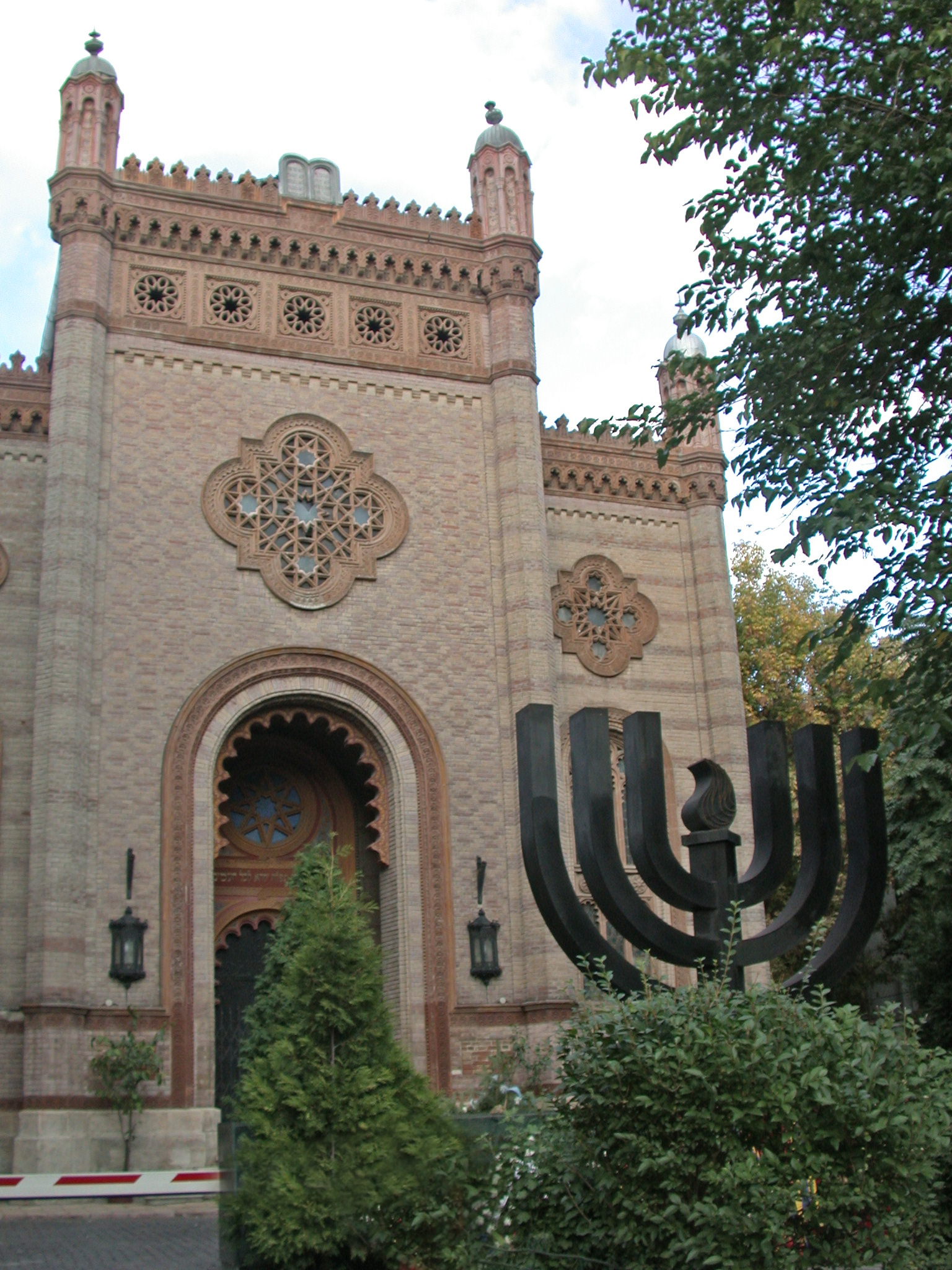
Le Temple Coral, synagogue de Bucarest

La communauté juive de Bucarest est, au moins initialement, issue des branches romaniote et séfarade du judaïsme, la branche ashkénaze arrivant en Moldavie, venant de Galicie et de Russie, au début du XIXe siècle. À Bucarest, les Juifs sont d’abord attestés comme sudiţi (grossistes) sous Mircea Ciobanu (vers 1550). Sujets du kaiser autrichien, du Tsar russe ou du Sultan ottoman, ils n’étaient pas soumis à la loi valaque et n’étaient pas citoyens de la principauté de Valachie, ni, par suite, de la Roumanie. Il leur faudra, pour cela, attendre les réformes de la fin du XIXe siècle et du début du XXe siècle. Avec le krach de 1929 et la montée consécutive des extrémismes, des restrictions à leur entrée dans l'Enseignement supérieur et les professions libérales furent édictées (ces « numerus clausus » concernaient aussi d’autres minorités, notamment les Magyars, mais épargnaient les Allemands). Les persécutions commencent en octobre 1940 et un premier pogrom est commis par la Garde de fer en janvier 1941 (131 morts). À ce moment, la communauté Juive est la plus importante de la ville (11 % de la population) après la communauté orthodoxe. Il n’y avait pas de ghetto ni de quartiers juifs mais les fidèles étaient particulièrement nombreux aux environs de l’actuelle Piața Unirii et du quartier Văcăreşti.
Durant la Seconde Guerre mondiale, près de la moitié des Juifs bucarestois ont été déportés en Transnistrie par le régime Antonescu, qui imposa aux autres, interdits de fonctions publiques et de commerces, de remplacer les employés municipaux mobilisés (ramassage des ordures, déblayage de la neige et des débris des bombardements Alliés). Moyennant redevances, la société de secours Aliyah dirigée par Eugen Meissner et Samuel Leibovici put sauver des milliers de familles en les faisant transiter par la Bulgarie (membre de l’Axe, mais pas en guerre contre les Alliés) et la Turquie (neutre) ou bien par la mer Noire. Seule la moitié des déportés de Transnistrie put revenir en septembre 1944 après que la Roumanie eut rejoint les Alliés, mais la population survivante (à Bucarest, 72 % de celle de 1940 selon Moses Rosen) s’étiola sous le régime communiste par l’alya (départ vers Israël) jusqu’à ne plus comporter que quelques milliers de personnes en 1988.
Parmi les institutions de la communauté, on peut citer le Musée Juif, la Grande synagogue de Bucarest et le Théâtre Juif d'Etat.

### Communauté musulmane
L’islam était initialement présent dans la communauté des marchands Turcs ou Avdétis et chez de petits groupes de roms musulmans. Plus récemment (depuis la fin du XIXe siècle) s’y sont ajoutés des bosniaques, des sandjakis et surtout des arabes du Proche-Orient ; le ministre de la santé depuis 2007, le Dr Reëd Arafat, est ainsi d’origine palestinienne. En 1923, une mosquée a été construite dans le parc Carol ; détruite durant la guerre, elle a été remplacée par une nouvelle construite en face du Cimetière Bellu.

## Évolution de la population
| Année | Chiffres             | Notes                       |
| ----- | -------------------- | --------------------------- |
| 1789  | 30 030 propriétaires | 6 000 maisons               |
| 1810  | 42 000               | 32 185 chrétiens orthodoxes |
| 1831  | 60 587 propriétaires | 10 000 maisons              |
| 1859  | 122 000              |                             |
| 1900  | 282 000              |                             |
| 1918  | 383 000              |                             |
| 1930  | 639 000              |                             |
| 1941  | 992 000              |                             |
| 1956  | 1 237 000            |                             |
| 1966  | 1 452 000            |                             |
| 2000  | 2 300 000            |                             |
| 2003  | 2 082 000            |                             |

## Traités signés à Bucarest
| Traité de Bucarest (1812), à la suite de la guerre russo-turque de 1806-1812, inaugurant la partition de la Moldavie; |
| Traité de Bucarest (1886), à la suite de la guerre serbo-bulgare, reconnaissant la victoire bulgare; |
| Traité de Bucarest (1913), à la suite de la deuxième guerre balkanique, enlevant la Dobroudja du Sud à la Bulgarie au profit de la Roumanie, et inaugurant une longue période d’hostilité entre les deux pays; |
| Traité de Bucarest (1916), alliance entre la Roumanie et la Triple-Entente, envisageant le rattachement de la Transylvanie à la Roumanie; |
| Traité de Bucarest (1918), conclu pendant la Première Guerre mondiale entre la Roumanie et les empires centraux, rendant la Dobroudja du Sud à la Bulgarie et cédant les cols des Carpates à l’Autriche-Hongrie, mais admettant le rattachement à la Roumanie de la Moldavie orientale, russe depuis 1812 (Bessarabie). |